# Ocupação israelense da Cisjordânia

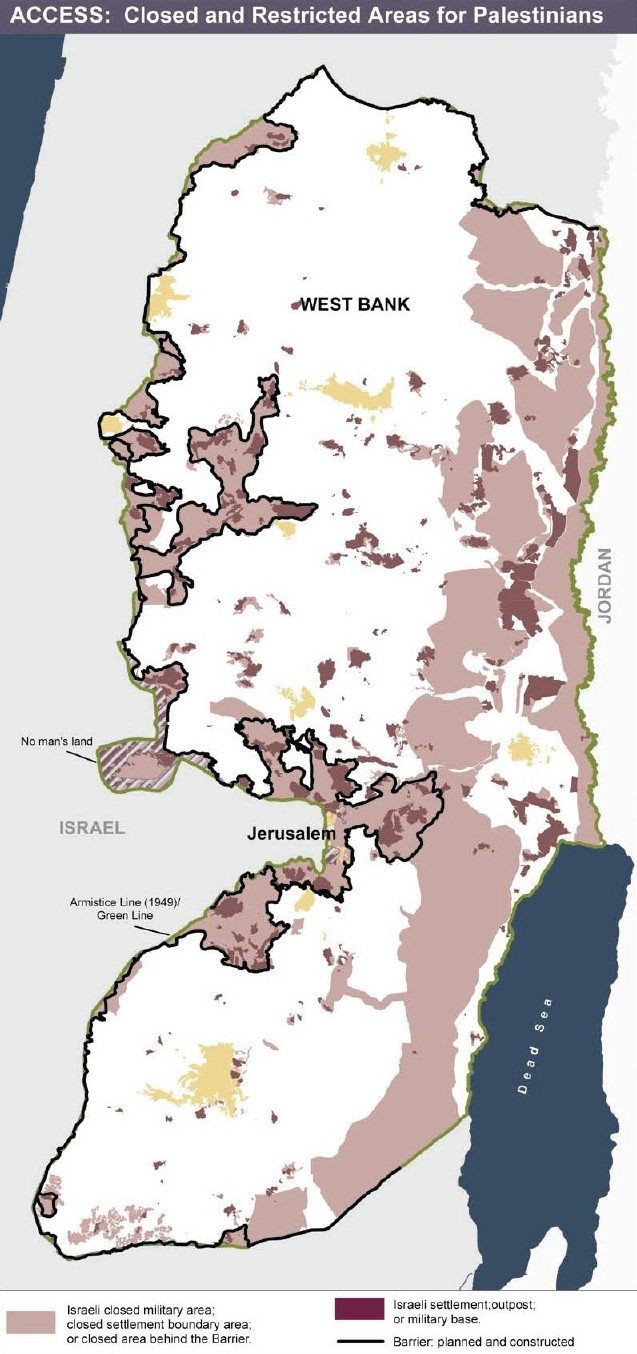
Mapa dos assentamentos coloniais na Cisjordânia e áreas restritas em janeiro de 2006:
Centros urbanos palestinos
Áreas militares fechadas ou áreas de limite de assentamento ou áreas isoladas pela barreira israelense na Cisjordânia
Assentamentos coloniais, postos avançados ou bases militares

A ocupação israelense da Cisjordânia teve início em 7 de junho de 1967, quando as forças israelenses capturaram e ocuparam o território (incluindo Jerusalém Oriental) que então era governado pela Jordânia durante a Guerra dos Seis Dias, e continua até os dias de hoje. O status da Cisjordânia como um território militarmente ocupado foi confirmado pela Corte Internacional de Justiça e, com exceção de Jerusalém Oriental, pela Suprema Corte de Israel. A visão oficial do governo israelense é que as leis de ocupação beligerante não se aplicam aos territórios, que eles afirmam ser "disputados", e eles administram a Cisjordânia, com exceção de Jerusalém Oriental, por meio da Administração Civil Israelense, uma divisão do Ministério da Defesa de Israel. Considerado um exemplo clássico de um conflito intratável, o período da ocupação israelense já era considerado excepcional após duas décadas e agora é o mais longo da história moderna. Israel alega várias razões para manter a Cisjordânia sob seu controle, incluindo reivindicações baseadas em direitos históricos, razões de segurança e o valor simbólico profundo que a área ocupada tem para os judeus.
Israel tem estabelecido, de forma controversa e em violação do direito internacional, inúmeras colônias judaicas em toda a Cisjordânia. O Conselho de Segurança das Nações Unidas tem consistentemente reafirmado que esses colonatos são uma "violação flagrante do direito internacional", mais recentemente em 2016, com a Resolução 2334 do Conselho de Segurança das Nações Unidas. A criação e expansão contínua desses assentamentos coloniais em terras palestinas levaram a críticas das políticas de Israel, sendo consideradas um exemplo de colonialismo de colonos.
Israel tem sido acusado de graves violações do direito internacional dos direitos humanos, incluindo punição coletiva, na administração dos territórios palestinos ocupados. Os colonos e civis israelenses que vivem ou viajam pela Cisjordânia estão sujeitos à lei israelense e têm representação na Knesset, enquanto os civis palestinos, em grande parte confinados a enclaves dispersos, estão sujeitos à lei marcial e não têm permissão para votar nas eleições nacionais de Israel. Esse sistema de dois pesos e duas medidas levou a acusações de apartheid, uma acusação que Israel rejeita totalmente. A vasta superioridade militar de Israel, com um exército e uma força aérea modernos, em comparação com o uso de táticas guerrilheiras e terroristas pelos palestinos, resultou em acusações de crimes de guerra de ambos os lados, com Israel sendo acusado de desproporcionalidade e os palestinos sendo acusados de ataques indiscriminados.
A ocupação também tem inúmeros críticos dentro de Israel, com alguns recrutas israelenses se recusando a servir devido às objeções à ocupação. O status legal da própria ocupação, e não apenas das ações realizadas como parte dela, tem sido cada vez mais examinado pela comunidade internacional e por estudiosos na área do direito internacional, com a maioria concluindo que, independentemente de a ocupação ter sido legal quando começou, ela se tornou ilegal ao longo do tempo.

## Cisjordânia em 1967 pré-ocupação
A economia de Israel era 10 vezes maior do que a da Cisjordânia na véspera da ocupação, mas havia passado por dois anos de recessão. A população da Cisjordânia variava entre 585.500 e 803.600 e, sob o domínio jordaniano, representava 40% do PIB da Jordânia, com uma taxa de crescimento anual de 6-8%. A propriedade da terra era geralmente coletiva, e o código de terras otomano do século XIX prevalecia, classificando a terra como waqf, mülk, miri, matruke e mawat, sendo os três últimos formalmente terras estatais, embora a Jordânia nunca tenha considerado esses três últimos como propriedade do estado, e apenas uma pequena proporção da Cisjordânia estava registrada como tal sob o domínio jordaniano.
A educação era – e continua sendo – uma alta prioridade. A taxa de matrícula teve um aumento anual médio de 7% durante a década anterior, e em 1966, a juventude palestina tinha a maior taxa de matrícula de todos os países árabes. Os palestinos na Cisjordânia tinham uma base educacional favorável em comparação com os árabes israelenses e a juventude jordaniana, devido às disposições preexistentes do sistema escolar jordaniano que oferecia 12 anos de educação gratuita e obrigatória, com cerca de 44,6% dos adolescentes na faixa etária de 15 a 17 anos da Cisjordânia participando de algum tipo de educação secundária.

## A conquista israelense
- Israel, 15 de maio de 1948
- Atribuído pelo Plano de Partilha da ONU ao estado árabe, ocupado pelo Egito, fevereiro de 1949 / pela Jordânia, abril de 1949
- Atribuído pelo Plano de Partilha da ONU ao estado árabe, ocupado peor Israel, fevereiro/abril de 1949

Em 1956, o líder israelense David Ben-Gurion declarou: "A Jordânia não tem direito de existir. O território a oeste do Jordão deve ser transformado em uma região autônoma de Israel". Houve uma forte oposição à "balcanização" ou divisão da Palestina, especialmente entre os sionistas americanos, na década de 1930, uma vez que teria tornado uma pátria prospectiva, assim fragmentada, suicidamente pequena. Foi nesse contexto que Ben-Gurion argumentou fortemente a favor da aceitação de acordos de partição como medidas temporárias, passos no caminho para uma incorporação gradual de toda a Palestina em um estado judeu. Segundo o historiador israelense Adam Raz, já em 1961, as Forças de Defesa de Israel haviam elaborado planos meticulosos para a conquista e retenção não apenas da Cisjordânia sob controle da Jordânia, mas também da Península do Sinai e Faixa de Gaza do Egito, e as Colinas de Golã da Síria. Em agosto de 1963, dentro do quadro das "direções esperadas de expansão", o sul do Líbano até o Rio Litani também foi incluído. Embora a pressão internacional pudesse previsivelmente forçar Israel a evacuar essas terras conquistadas, os planos de contingência também previam circunstâncias políticas cujo desenvolvimento permitiria a Israel manter o controle desses territórios ocupados indefinidamente. O modelo para controlar os palestinos na Cisjordânia, se isso ocorresse, deveria ser baseado na administração israelense de suas comunidades palestinas sob um rígido regime de permissões.
Antes da Guerra dos Seis Dias, havia um acordo não escrito entre Israel e o governo jordaniano para manter a neutralidade da fronteira entre os dois países ao longo da Linha Verde. Segundo o rei Hussein, após Israel retaliar contra as infiltrações de guerrilheiros apoiados pela Síria e por meio de sabotagem conduzidas em 13 de novembro de 1966 em Samu, na Cisjordânia, uma área administrada pela Jordânia, esse acordo tácito foi rompido. Após Israel atacar o Egito às 8h de 5 de junho de 1967, a Jordânia respondeu bombardeando alvos israelenses em Jerusalém Ocidental, assentamentos ao longo da fronteira e, em seguida, após ignorar um aviso israelense, atacando campos de aviação israelenses em Ramat David e Kfar Syrkin, mas também Netanya. Em resposta, o exército israelense, em uma campanha rápida, tomou posse de Jerusalém Oriental e, após receber a notícia de que o rei Hussein havia ordenado que suas forças se retirassem para o outro lado do Jordão, tomou a Cisjordânia inteira até o meio-dia de 8 de junho.
Israel expulsou muitas pessoas das áreas que conquistou, começando com um número estimado de 12.000 pessoas que, já no primeiro dia, foram reunidas nas aldeias de Imwas, Yalo e Bayt Nuba no Saliente de Latrun e ordenadas pelo exército israelense a se exilarem na direção leste. As três aldeias foram então destruídas, e dentro de dois anos a área foi planejada como uma área de lazer, agora chamada Parque Canadá. Dezenas de milhares de palestinos fugiram para a Jordânia vindos dos campos de refugiados de Aqabat Jaber e Ein as-Sultan depois que Israel bombardeou os campos. O número total de palestinos deslocados por essa guerra é geralmente estimado em torno de 280.000-325.000, dos quais se calcula que cerca de 120-170.000 eram refugiados pela segunda vez, tendo sido deslocados anteriormente durante a guerra de 1948. O número de pessoas que deixaram a Cisjordânia como consequência da guerra varia de 100.000 a 400.000, dos quais de 50.000 a 200.000 viviam no Vale do Jordão.

### Administração civil-militar
Durante a Guerra dos Seis Dias em 1967, Israel nomeou um Governador Militar para administrar a Cisjordânia, com o objetivo de manter a lei jordaniana, exceto nos casos em que isso conflitasse com os direitos de Israel como potência ocupante beligerante. A administração israelense dos territórios palestinos tornou-se com o tempo "a ocupação beligerante mais longa - e, consequentemente, a mais enraizada e institucionalizada - da história moderna", emitindo de 1967 a 2014 mais de 1.680 ordens militares relacionadas à Cisjordânia. A terceira ordem militar, emitida dois dias após o início da ocupação, especificava que os tribunais militares deveriam aplicar as disposições da Quarta Convenção de Genebra referentes à proteção de civis em uma zona de guerra: dentro de 4 meses, essa estipulação foi removida da ordem. A Jordânia alega que algumas das leis ostensivamente retidas de seu código, originadas nos Regulamentos de Defesa (Emergência) Mandatórios de 1945, na verdade, haviam sido abolidas e eram inválidas, pois entravam em conflito com a Quarta Convenção de Genebra de 1949. O Governador Militar Israelense foi dissolvido em 1981 e, em seu lugar, o exército israelense estabeleceu a Administração Civil Israelense. A ordem militar que estabeleceu a Administração Civil Israelense, ordem militar 947, especificava que "a Administração Civil administrará assuntos civis... no que diz respeito ao bem-estar e benefício da população". Meron Benvenisti argumenta que essa transição marcou a transformação da ocupação de temporária para permanente.
O exército supervisionava de perto as eleições em clubes locais, cooperativas ou organizações de caridade. Advogados da Cisjordânia foram proibidos, por motivos de segurança, de organizar profissionalmente uma associação de advogados. Os palestinos foram negados representação política direta após 1976 e, em vez disso, foram introduzidas as ligas de vilarejos (rawabit al-qura), fornecidas por Israel com armas e milícias. Essas ligas tiveram uma curta duração: seus indicados eram considerados traidores pelo General Binyamin Ben-Eliezer e colaboradores pela população local, e acredita-se que tenham sido recrutados entre pessoas preguiçosas ou com antecedentes criminais. Com os Acordos de Oslo, Israel negociou com a Organização para a Libertação da Palestina um acordo provisório que deixou para esta última certa autonomia na Área A, uma regulação mista na Área B e uma administração totalmente israelense da maior zona, a Área C. Israel mantém o direito de operar militarmente em todas as três zonas, mas questões de segurança têm uma dimensão bilateral que levou diversos críticos a argumentar que efetivamente a Autoridade Nacional Palestina se tornou uma subcontratada de Israel na ocupação. De acordo com uma análise do think tank israelense Molad em 2017, Israel mobiliza de 50% a 75% de suas forças ativas das Forças de Defesa de Israel na Cisjordânia, enquanto apenas um terço lida com estados árabes, Irã, Hezbollah, Hamas e outras ameaças externas percebidas. 80% dos primeiros defendem assentamentos coloniais, enquanto 20% lidam com qualquer comportamento que Israel considere uma ameaça à segurança, incluindo terrorismo.

### Questões de segurança interna

Plano Allon (1967)

Preocupações com a segurança em Israel, segundo alguns, "vastamente excedem a norma de outros países ocidentais". O setor militar-industrial de Israel, que empregava um quarto de todos os trabalhadores industriais do país com 28% do PIB dedicado a gastos com defesa até o início dos anos 1980, tornou-se o setor de crescimento mais rápido da economia após 1967. Suas atividades se expandiram além das questões de defesa, afetando também a administração e ocupação dos territórios ocupados.
A ocupação, de acordo com alguns pesquisadores israelenses, gerou uma ética de conflito da qual as preocupações com a segurança, por vezes desconcertantes para os estrangeiros, são uma característica central. Embora a segurança seja uma preocupação fundamental para Israel, o Estado nunca formalizou uma política de segurança nacional ou doutrina oficial. Antes de junho de 1967, o gabinete israelense não considerava a Cisjordânia como tendo um "valor de segurança vital". Antes que a guerra terminasse, o departamento de pesquisa das Forças de Defesa de Israel sob Shlomo Gazit elaborou uma proposta de recuo quase completo da Cisjordânia e da Faixa de Gaza em troca de um tratado de paz, uma vez que, concluíram, não havia necessidade de reter qualquer território por razões de segurança. O documento foi ignorado. Foi após a conquista que a ideia de fronteiras seguras e defensáveis tornou-se um ponto-chave na política externa de Israel.
Quatro abordagens dominaram a questão dos territórios palestinos sob ocupação por Israel. Duas estavam intimamente ligadas a questões estratégicas de segurança. A abordagem territorialista, associada ao Plano Allon de Yigal Allon (1967-1970), teria anexado toda a Cisjordânia ao sul de Jerusalém e a faixa de fronteira ao longo do Rio Jordão, excluindo áreas mais próximas da fronteira pré-1967, que tinham uma alta densidade de palestinos. A visão funcionalista, associada a Moshe Dayan e posteriormente a Simon Peres, previa o estabelecimento de 5 bases militares ao longo das cristas do Jordão, o que também deixaria os palestinos entre eles com um grau de autonomia, embora limitados a aceitar a presença de israelenses entre eles. De 1968 a 1977, governos trabalhistas facilitaram uma série de colonatos judaicos destinados a formar uma muralha contra a ameaça de futuros ataques massivos de tanques vindos da Jordânia e do Iraque. A terceira abordagem, associada a Menachem Begin e ao partido Likud, é anexacionista, e com a ascensão desse partido israelense de direita na política local, a ressonância bíblica do território da Cisjordânia superou questões de significado estratégico na expansão das colônias israelitas, embora tanto o Likud quanto o Gush Emunim passassem a se opor à independência palestina por motivos de segurança e tratassem os palestinos da Cisjordânia como potenciais inimigos ou ameaças à segurança, argumentando que a autonomia nacional se desenvolveria como base para a agressão da Organização para a Libertação da Palestina. A quarta posição, associada a Abba Eban, Pinhas Sapir e Yehoshafat Harkabi, é reconciliadora, sendo contrária à ideia de "Fortaleza Israel". Seus defensores geralmente não consideram a retenção da Cisjordânia indispensável para garantir os interesses de segurança de Israel, com Harkabi, ex-chefe de inteligência militar, advogando a retirada para as fronteiras de 1967 em troca de um acordo negociado com a OLP.
A Cisjordânia era considerada uma moeda de troca para garantir um amplo tratado de paz com nações árabes. Com o tempo, especialmente após a retirada do Sinai e as sugestões de que as Colinas de Golã também eram negociáveis, a ideia de reter território por motivos estratégicos perdeu importância, tornando-se um anacronismo militar em uma era de guerra com mísseis. Os argumentos militares a favor da retenção de território foram suplantados por considerações políticas, nas quais a aceitação árabe de fronteiras acordadas é de maior importância, e os assentamentos judaicos em terras palestinas, antes situados ao longo das possíveis rotas de invasão, deixaram de ser funcionais para a segurança, se representassem um obstáculo à paz. Além disso, os Acordos de Oslo estabeleceram um aparato de segurança palestino que, como Yitzhak Rabin reconheceu, trabalhou com Israel para proteger os interesses de segurança de Israel.
De acordo com analistas que apoiam os colonatos israelenses, a presença de forças hostis e armadas nas altas terras da Cisjordânia representaria um risco à segurança para a estreita faixa de terra israelense entre a Cisjordânia e a costa do Mediterrâneo, que abriga alguns dos maiores ativos estratégicos do país, incluindo o aeroporto Ben Gurion, a maior usina elétrica e cidades altamente povoadas. Mais da metade do público israelense acredita que os colonatos judaicos em terras palestinas fortalecem a segurança de Israel. Nos últimos anos, numerosos especialistas de defesa de alto escalão discordam, considerando a ideia um mito ou uma ilusão desatualizada.. 106 generais israelenses aposentados, como Eyal Ben-Reuven, Moshe Kaplinsky e Gadi Shamni, e lideranças do Shin Bet, como Yuval Diskin, se opuseram publicamente à alegação de Benjamin Netanyahu de que um estado independente da Palestina representaria uma ameaça à segurança, argumentando, de várias maneiras, que manter milhões de palestinos sob ocupação por supostos motivos de segurança, em vez de buscar um plano de paz abrangente com os países árabes, coloca em perigo o futuro de Israel.

## Território
Israel estendeu sua jurisdição sobre Jerusalém Oriental em 28 de junho de 1967, sugerindo internamente que foi anexada, enquanto mantinha no exterior que era simplesmente uma medida administrativa para fornecer serviços aos residentes. A mudança foi considerada "nula e sem efeito" pelo Conselho de Segurança das Nações Unidas. O conselho árabe eleito foi dissolvido, e diversos serviços prestados por empresas palestinas foram transferidos para seus concorrentes israelenses. A proporção de população para esta Jerusalém unida foi idealmente definida como 76% judia e 24% árabe, e colonos judeus israelenses receberam uma isenção fiscal de 5 anos, não aplicada aos habitantes palestinos de Jerusalém, que foram colocados em uma faixa de alta taxa de imposto de renda, e pagavam por 26% dos serviços municipais, enquanto recebiam apenas 5% dos benefícios. As áreas palestinas foram cercadas por desenvolvimentos de novas cidades judias que efetivamente as isolaram da expansão, e os serviços para estas foram mantidos em níveis baixos, de forma que, após décadas, a infraestrutura básica foi negligenciada, com escassez de escolas, saneamento inadequado e coleta de lixo. Em 2017, 370.000 pessoas viviam nas áreas árabes superlotadas, sob rigorosas restrições em seu movimento diário e comércio. Um relatório de 2012 afirmou que o efeito das políticas israelenses foi que, em meio a florescentes assentamentos coloniais modernos em terras palestinas, o setor árabe havia sido permitido a decair em uma favela onde criminosos, muitos deles colaboradores, prosperavam. Em 2018, foram anunciadas medidas legislativas para retirar mais 12.000 palestinos de seu direito de viver em Jerusalém Oriental.
As políticas de Israel em relação ao uso da terra no restante da Cisjordânia exibem três aspectos interligados, todos projetados em torno de um projeto de judaização do que era território palestino. Essas políticas consistem em (a) planejamento do uso da terra, (b) expropriações de terra e (c) construção de colônias israelitas.

### Área C

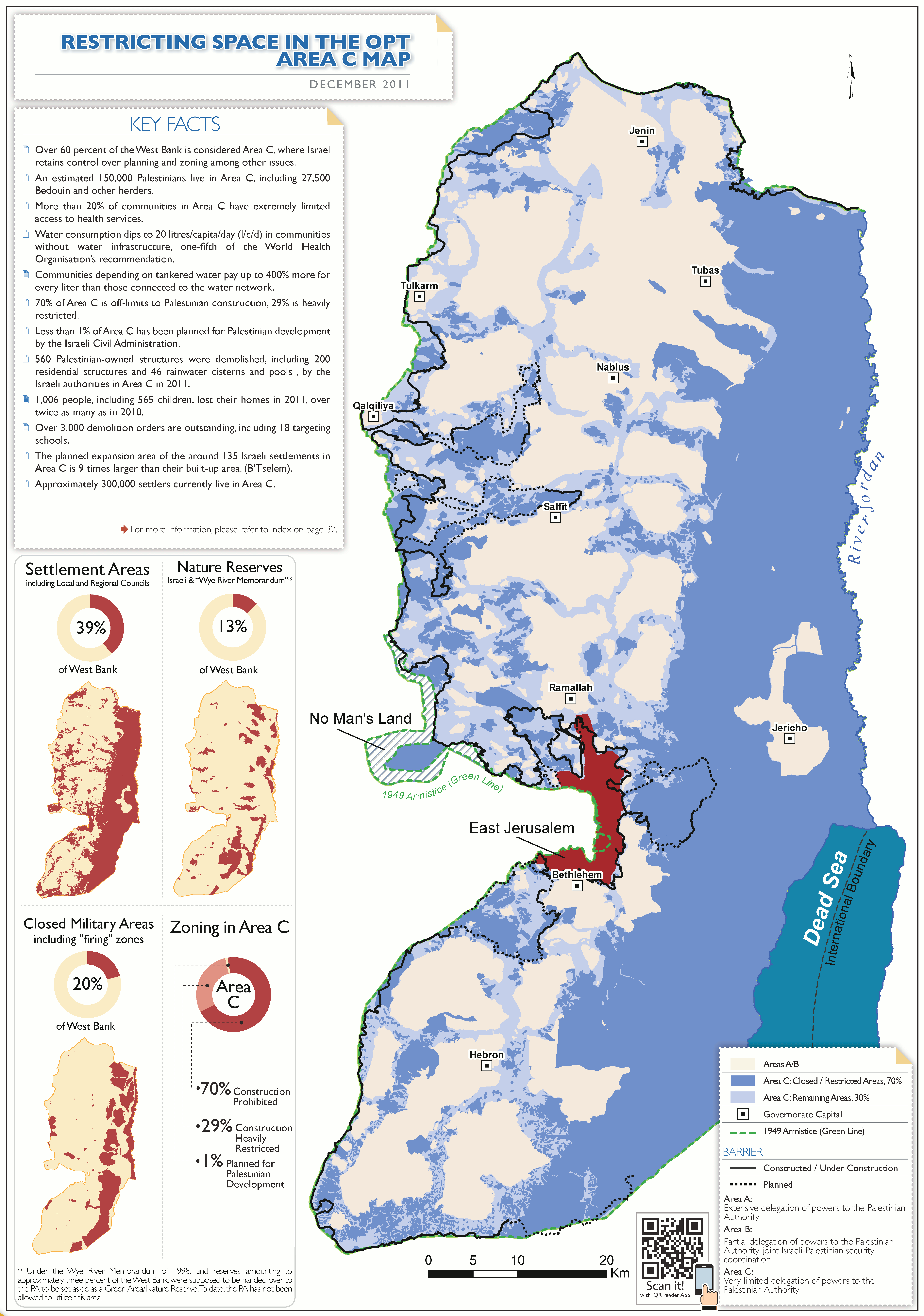
Jerusalém Oriental

As "Cartas de Reconhecimento Mútuo" que acompanharam a "Declaração de Princípios sobre Arranjos de Autonomia Interina do Governo Próprio" entre Israel e a OLP, assinada em Washington em 13 de setembro de 1993, previam um período de transição não superior a cinco anos de governo próprio palestino na Faixa de Gaza e na Cisjordânia. Importantes críticos desses acordos, liderados por Raja Shehadeh, argumentam que a OLP tinha escasso interesse ou competência nas implicações legais do que estava assinando.
Esses Acordos de Oslo cederam o controle nominal de uma pequena parte da Cisjordânia a uma autoridade palestina, com uma divisão provisória da terra, excluindo Jerusalém Oriental, em 3 áreas: Área A (18% do território, 55% da população), Área B (20% do território, 41% da população) e Área C (62% do território, 5,8% da população). Israel nunca finalizou o compromisso em relação à Área C de transferir o zoneamento e o planejamento das autoridades israelenses para as palestinas em cinco anos, e todas as funções administrativas continuaram sob seu controle. Taticamente, o Acordo diminuiu o problema de Israel com manifestações em grande escala, uma vez que as áreas sob suposto controle da Autoridade Palestina foram fragmentadas em 165 ilhas que continham 90% da população palestina, todas cercadas pelos 60% espacialmente contíguos da Cisjordânia onde a Autoridade Palestina tinha proibição de atuação. Em 2000, Israel reafirmou o direito de entrar, segundo "necessidades operacionais", na Área A, onde vive a maioria dos palestinos na Cisjordânia e que está formalmente sob administração da Autoridade Palestina, o que significa que eles ainda controlam efetivamente toda a Cisjordânia, incluindo áreas sob autoridade nominal da Autoridade Palestina.
De acordo com o relator especial das Nações Unidas para os Direitos Humanos nos Territórios Palestinos, Michael Lynk, as políticas aplicadas por Israel indicam uma intenção de anexação total da Área C, que abriga 86% das reservas naturais, 91% das florestas, 48% dos poços e 37% das nascentes na Cisjordânia.

## O impacto econômico inicial da ocupação
A ocupação inicial impôs sérios limites ao investimento público e a programas abrangentes de desenvolvimento nos territórios. Os bancos comerciais britânicos e árabes que operavam na Cisjordânia foram fechados logo após Israel assumir o controle. O Bank Leumi, em seguida, abriu nove filiais, sem sucesso em substituir o sistema anterior. Os agricultores podiam obter empréstimos, mas os empresários palestinos evitavam pegar empréstimos com eles, uma vez que cobravam 9% de juros em comparação com 5% na Jordânia. O confisco de terras levou à busca de emprego na agricultura, mesmo que principalmente em empregos humildes em Israel, causando escassez de mão de obra na Cisjordânia, e suas remessas foram o principal fator de crescimento econômico palestino durante os anos de prosperidade de 1969 a 1973.
O sistema de licenciamento israelense estipulava que nenhuma planta industrial poderia ser construída sem obter uma permissão prévia israelense, que muitas vezes estava ligada a preocupações de segurança. Empreendedores tinham negados a permissão para fabricar cimento em Hebron, a produção de melão era proibida, as importações de uvas e tâmaras eram proibidas para proteger os agricultores israelenses, e limites foram estabelecidos para quantos pepinos e tomates podiam ser produzidos. Produtores de leite israelenses pressionaram o Ministério da Indústria e Comércio para impedir o estabelecimento de uma laticínio competitiva em Ramallah. Ian Lustick afirma que Israel "virtualmente impediu" o investimento palestino na indústria e agricultura local. Duas décadas depois, 90% das importações para a Cisjordânia vinham de Israel, com os consumidores pagando mais do que pagariam por produtos comparáveis se tivessem podido exercer autonomia comercial.

### Mecanismos de apreensão de terras
Em 1968, uma ordem militar impediu que os palestinos registrassem suas terras, ao mesmo tempo em que permitia a Israel registrar áreas como terras estatais com seu próprio Custodiante de Propriedades do Inimigo. E enquanto as autoridades otomanas e do Mandato Britânico usavam cadernos de impostos sobre propriedades para arrecadar impostos das aldeias, Israel ignorava esses cadernos como evidência de propriedade, exigindo em vez disso a prova de que a terra estava sob cultivo, enquanto as apreensões do exército frequentemente impediam os aldeões de continuar a trabalhar em seus campos. De 1967 a 1983, Israel expropriou mais de 52% da Cisjordânia, a maioria de suas terras agrícolas de primeira qualidade, e, na véspera dos Acordos de Oslo de 1993, essas confiscações haviam abrangido mais de três quartos do território. Os mecanismos pelos quais Israel toma ou expropria terras da Cisjordânia foram detalhados em um trabalho minucioso da ornanização B'Tselem em 2002. Muitas práticas delineadas ali foram confirmadas no Relatório Oficial Sasson de Israel de 2005, que se concentrou em subsídios governamentais e no apoio à criação de postos avançados israelenses ilegais em clara violação das leis de Israel.
De acordo com o direito internacional, um exército pode tomar posse temporária de uma terra ocupada, mas não expropriá-la. De 1957 a 1976, as Forças de Defesa de Israel requisitaram repetidamente propriedades palestinas privadas sob o pretexto de necessidade militar, apenas para entregá-las para assentamentos judaicos, como Matitiyahu, Neve Tzuf, Rimonim, Bet El, Kokhav Hashahar, Alon Shvut, El'azar, Efrat, Har Gilo, Migdal Oz, Gittit, Yitav e Qiryat Arba. Essa prática, após apelações palestinas, foi bloqueada pelo Supremo Tribunal no caso de Elon Moreh (1979). Posteriormente, a Lei Fundiária Otomana de 1858, que permitia ao soberano apossar-se de certos tipos de terras, embora muitas terras privadas não tivessem sido registradas para evitar impostos ou serviço militar com os otomanos, foi reativada.
Em terceiro lugar, terras temporariamente abandonadas em 1967 foram consideradas propriedade de ausentes e passaram a estar sob tutela, mas como Israel raramente permite que os refugiados retornem, os casos em que a terra é devolvida aos seus legítimos proprietários são raros. Se uma reivindicação é feita, mas o custodiante a vendeu para um grupo de colonos no intervalo, a venda não pode ser anulada mesmo que seja inválida. Em quarto lugar, terras expropriadas por necessidade pública sob a lei jordaniana exigiam notificação, tempo para apelação e aprovação real. Israel modificou isso delegando o poder a comandantes militares regionais e abolindo a exigência de publicar a intenção de expropriar no Diário Oficial. As apelações não eram mais tratadas nos tribunais locais, mas pelo sistema judicial militar. Por fim, as vendas de terras estavam sujeitas a restrições severas, exceto para compras pelo Fundo Nacional Judaico. Como os palestinos consideram a venda de suas terras para judeus como traição, a lei foi alterada para permitir que os compradores judeus não registrassem a propriedade adquirida de palestinos por 15 anos. Muitas práticas fraudulentas a esse respeito prosperaram até serem formalmente interrompidas por lei em 1985.
Uma estimativa colocou a quantidade de propriedades islâmicas inalienáveis dedicadas a fins piedosos confiscadas por Israel em mais de 600.000 dunams.

## Colonatos israelitas

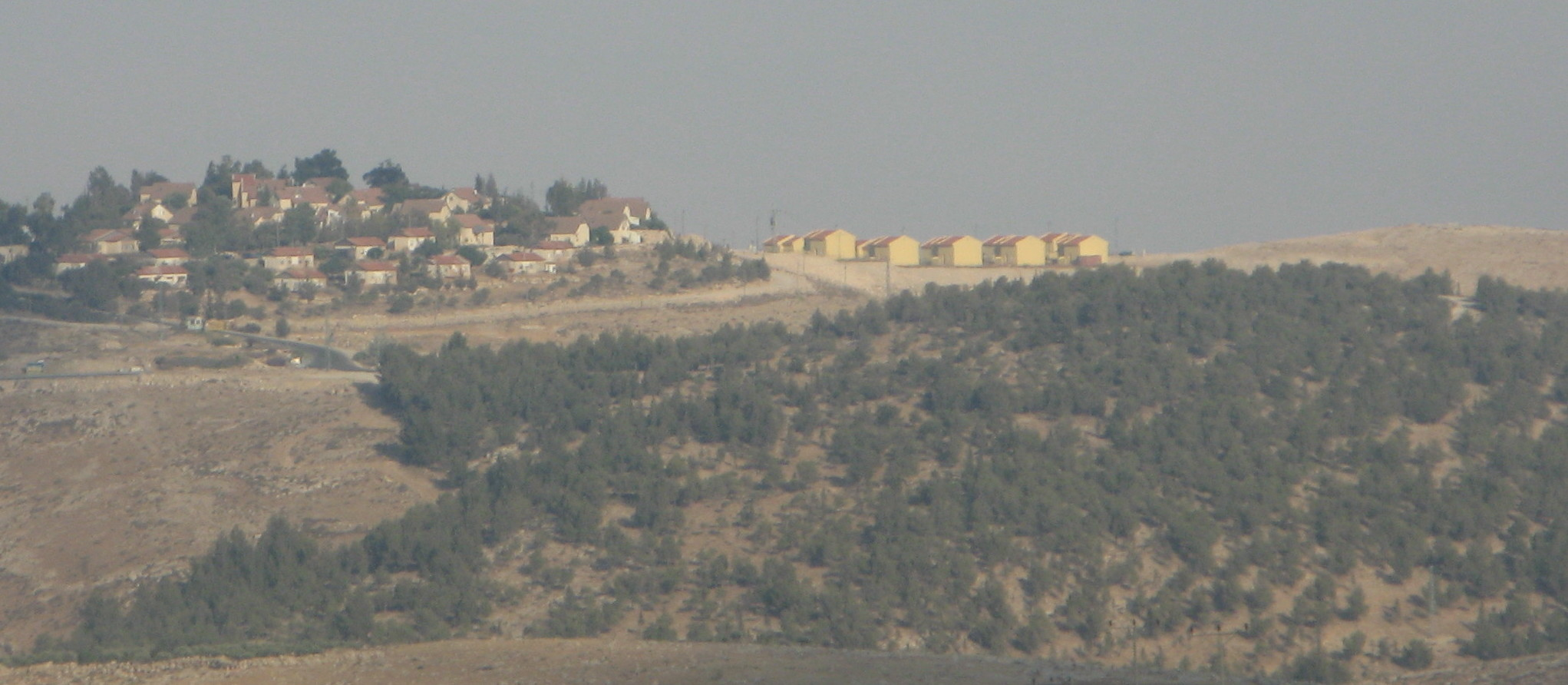
Colônia israelense de Carmel, Har Hebron

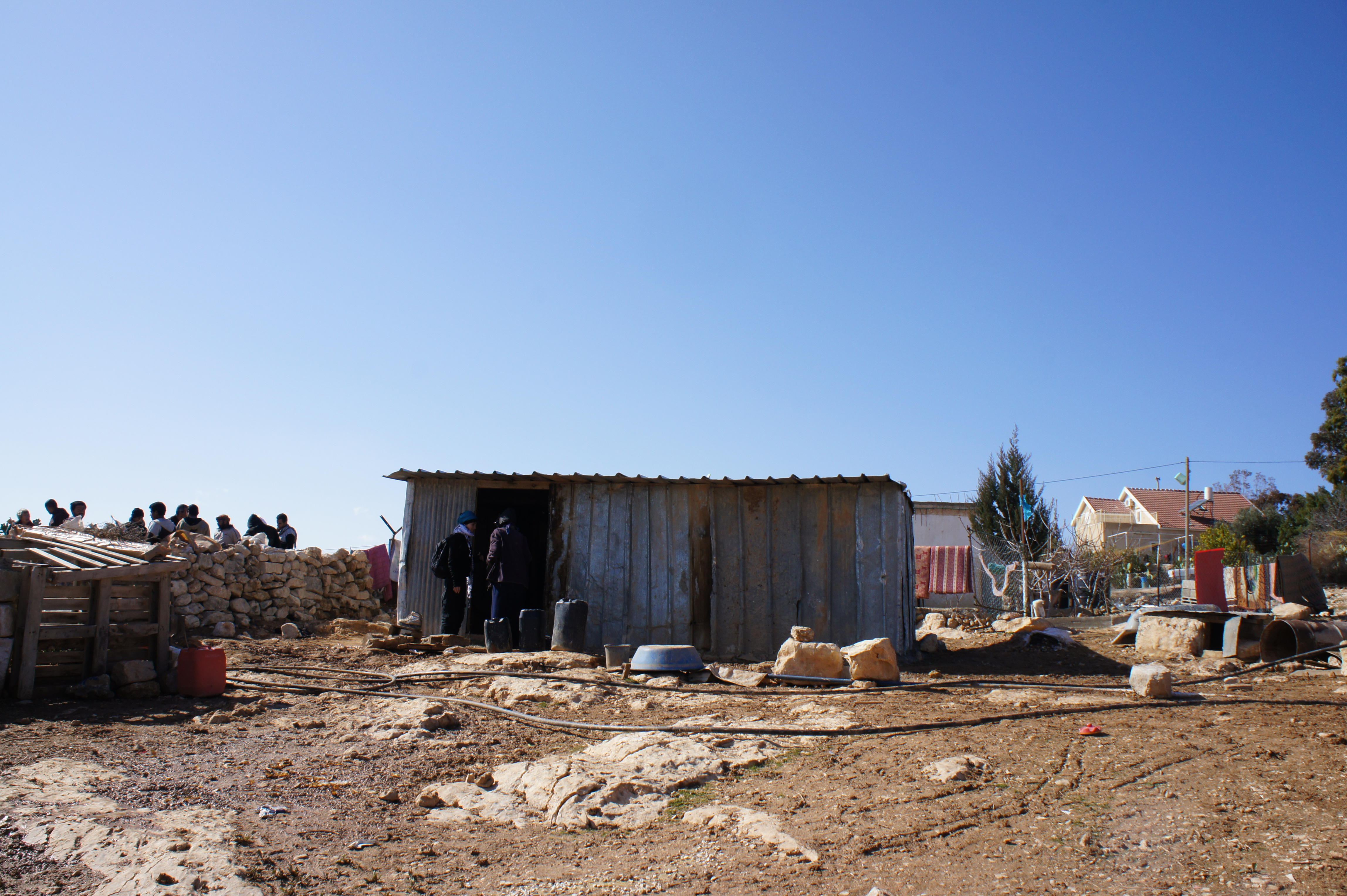
Umm al-Khair Vilarejo palestino próximo de Carmel

Ariel Sharon via a principal função do estabelecimento de assentamentos coloniais na Cisjordânia como a de impedir a possibilidade de formação de um estado palestino, e seu objetivo em promover a invasão do Líbano em 1982 era assegurar o controle perpétuo do território anteriormente controlado. Em 2017, excluindo Jerusalém Oriental, 382.916 israelenses se estabeleceram na Cisjordânia, e 40% (aproximadamente 170.000 em 106 outros assentamentos) vivem fora dos principais blocos de colônias, onde residem 214.000 pessoas.
Frequentemente, observa-se uma continuidade entre os processos de Realpolitik que governaram a criação de Israel e as práticas adotadas em relação à Cisjordânia. Vários analistas compararam o processo ao cercamento - o "estabelecimento de espaços judeus excludentes na paisagem palestina" sendo herdeiro da apropriação inglesa de terras comuns e sua conversão para uso privado - ou à conversão de terras ameríndias em "propriedade branca".
A política sionista inicial para a apropriação de terras foi delineada por Menachem Ussishkin em 1904 e, além de vendas voluntárias, previa também a necessidade de apreender terras por meio da guerra e forçar a venda por meio de expropriação pela autoridade governante. Chamavam essa prática de "colonização", termo que, desde 1967, foi substituído pelo eufemismo "assentamento".
A técnica desenvolvida ao longo das décadas do início do colonato israelita em terras palestinas foi de expansão incremental, criando postos avançados de torre e estacas, um padrão repetido na Cisjordânia após 1967. Uma citação atribuída a Joseph Trumpeldor resumia a lógica sionista: "Onde quer que o arado judeu faça o último sulco, ali será a fronteira". O princípio de estabelecer lentamente "fatos no terreno" antes que o adversário perceba o que está acontecendo é conhecido coloquialmente como "dunam após dunam, cabra após cabra". O modelo aplicado à Cisjordânia foi o utilizado para a judaização da Galileia, consistindo na criação de um padrão quadriculado de colonatos não apenas ao redor das aldeias palestinas, mas também entre elas. Além dos assentamentos coloniais considerados "legais" em terras palestinas, isto é, aqueles patrocinados pelo estado israelense, existem cerca de 90 postos avançados (em 2013) construídos por iniciativas de colonos privados que, embora ilegais até mesmo nos termos israelenses, são defendidos pelas Forças de Defesa de Israel. Desde meados da década de 1990 até 2015, muitos desses postos, como Amona, Giv'ot Olam de Avri Ran e Ma'ale Rehav'am - este último em 50 dunams de terras palestinas privadas - foram financiados diretamente, segundo o Haaretz, por empréstimos da Organização Sionista Mundial com dinheiro dos contribuintes israelenses, já que cerca de 140 milhões de dólares do seu rendimento provêm de Israel e são investidos principalmente em assentamentos na Cisjordânia.
O primeiro local escolhido para o estabelecimento foi Gush Etzion, em cerca de 75 acres (30 ha) trabalhados por refugiados palestinos. Hanan Porat foi uma fonte de inspiração, com a intenção de desenvolver o colonato para implementar uma aplicação prática do sionismo messiânico radical do Rabino Zvi Yehuda Kook, cujo pai, Abraham Isaac Kook, e sua yeshiva Mercaz HaRav exerceram considerável influência nas políticas de Israel em relação à Cisjordânia. De acordo com Eyal Benvenisti, uma decisão de 1972 do juiz da Suprema Corte de Israel, Moshe Landau, que apoiou a decisão de um comandante militar de atribuir o fornecimento de eletricidade na área de Hebron à Israel Electric Corporation em vez de uma empresa palestina, foi fundamental para incentivar o projeto de assentamento judaico, uma vez que colocou este último sob a jurisdição das autoridades militares.
Durante a primeira década da ocupação de Israel, quando o Partido Trabalhista estava no poder, a concentração de colônias foi na construção de um anel de "fortalezas residenciais" ao redor da população palestina de Jerusalém e no Vale do Jordão. Segundo Ibrahim Matar, o objetivo dessa estratégia de colonização em torno de Jerusalém era cercar e bloquear a expansão da população palestina e incentivar a emigração palestina, criando um sentimento entre os palestinos de viverem em um gueto.
Entre 1967 e 1977, a construção de colônias israelenses em terras palestinas foi em pequena escala, totalizando a transferência de 3.200 israelenses para a Cisjordânia. No final do mandato do Partido Trabalhista em 1977, 4.500 israelenses já haviam se estabelecido em 30 assentamentos coloniais na Cisjordânia e cerca de 50.000 em Jerusalém Oriental. Com a ascensão ao poder do Partido Likud de Menachem Begin naquele ano, impulsionado por uma "teologia do Grande Israel", houve uma expansão incremental desses projetos, marcando, na visão de Oren Yiftachel, o auge do projeto etnocêntrico de Israel, com a Cisjordânia se tornando a "base da identidade nacional judaica". Houve uma mudança no foco territorial, com as colônias judaicas em terras palestinas agora sendo promovidas no coração bíblico da Cisjordânia, próximo aos centros de população palestina. A principal plataforma do Likud, ainda não alterada, previa a anexação imediata da Cisjordânia. Se as considerações de segurança influenciaram a colonização judaica em pequena escala levada a cabo pelo Partido Trabalhista de Israel, a reafirmação do Likud em 1981 levou a uma rápida escalada dos colonatos israelitas na região como um programa religioso-nacional.
Ao mesmo tempo, a censura militar proibiu a imprensa palestina local de relatar qualquer notícia sobre colônias judaicas na Cisjordânia, expropriações ou ações legais tomadas para bloqueá-los. Em 1983, os colonos judeus na Cisjordânia totalizavam 28.400. Foram fornecidos incentivos, incluindo hipotecas do governo israelense e subsídios habitacionais, incentivos fiscais, concessões de negócios, educação gratuita, projetos de infraestrutura e defesa. Após os Acordos de Oslo até 2002, a população de colonos dobrou.
Em 1972, o número de colonos israelenses na Área C era de 1.200, em 1993 eram 110.000 e, em 2010, 310.000 (excluindo Jerusalém Oriental). Antes de 1967, havia entre 200.000 e 320.000 palestinos no Vale do Jordão, que, juntamente com o norte do Mar Morto, cobre 30% da Cisjordânia e constituía a "reserva de terra mais significativa" para os palestinos, dos quais 85% são impedidos de entrar na região. Até 2011, haviam sido estabelecidas 37 colõnias judaicas entre os 64.451 palestinos da região (que constituem 29 comunidades), 70% dos quais vivem na Área A em Jericó. Segundo a ARIJ, até 2015, apenas 3 das 291 comunidades palestinas na Área C receberam aprovação para construções israelenses (em apenas 5,7 hectares), e qualquer construção fora disso estava sujeita à demolição. Naquele ano, calcula-se que Israel confiscou mais 41.509 hectares, demoliu 482 casas - deslocando 2.450 pessoas - arrancou 13.000 árvores e submeteu palestinos e suas propriedades a ataques em 898 ocasiões distintas. As colõnias israelenses constituíam 6% da terra, enquanto zonas militares haviam sido declaradas em 29%.
De 1967 a 2003, governos israelenses sucessivos auxiliaram na transferência de cerca de 230.000 civis judeus para 145 colonatos na Cisjordânia e Gaza e aproximadamente 110 postos avançados. Em 2016, aproximadamente 42% da força de trabalho dessas colônias judaicas (55.440) encontrava-se empregada nesses comunidades. Os ultraortodoxos dominaram o processo desde o início: apenas de 2003 a 2007, a população de Beitar Illit, cuja construção foi facilitada pela expropriação de 1.500 dunams de terras agrícolas de Naḥḥālīn, aumentou 40%, enquanto Modi'in Illit – construída em terras de aldeias palestinas como Ni'lin, Kharbata, Saffa, Bil'in e Dir Qadis – aumentou 55%.
A maioria da agricultura na Cisjordânia israelense decorre de contratos com a Organização Sionista Mundial que contornam contratos diretos com o Comissário Regulador de Terras de Israel, e muitos desses contratos utilizam terras palestinas privadas. Com a Lei de Regularização de 2017, o estado israelense legalizou retroativamente a apropriação por colonos de milhares de hectares de terras palestinas privadas e cerca de 4.500 casas que os colonos construíram sem obter licenças oficiais. Até aquele ano, completando cinco décadas de ocupação israelense de terras palestinas, Israel havia estabelecido 237 colonatos, com aproximadamente 580.000 colonos.
Uma técnica usada para estabelecer colônias judaicas em terras palestinas era criar um acampamento paramilitar para pessoal do exército ser usado para treinamento agrícola e militar para soldados. Esses acampamentos eram então gradualmente transformados em assentamentos coloniais civis, muitas vezes sem aprovação oficial. Isso poderia ser justificado como legal porque, inicialmente, eram bases das Forças de Defesa de Israel sem civis. Outra técnica era tornar a terra momentaneamente inutilizável. Por exemplo, Gitit foi estabelecida fechando 5.000 dunans de terras da vila de Aqraba e depois borrifando-a com desfolhantes.
Em algumas ocasiões, a criação de colônias judaicas em territórios palestinos é saudada como uma medida para punir coletivamente os próprios palestinos, como reação ao assassinato de um colono cometido por algum palestino, ou como uma resposta política, a exemplo do anúncio de que seria concedido o status de observador não membro ao Estado Palestino pela ONU, que gerou planos para construção de mais 3.000 casas de colonos na Cisjordânia. Motivações econômicas também impulsionam a colonização judaica de terras palestinas: a venda de um apartamento de 50-60 metros quadrados em Jerusalém permite a compra de um apartamento três vezes maior em assentamentos judaicos como Ma'aleh Adumim. Uma metáfora inicial comparava a expansão dos colontos à árvore baobá em "O Pequeno Príncipe", cujas sementes se enraízam e eventualmente cobrem o planeta inteiro. No início da década de 1980, vários observadores autorizados, incluindo Eyal Benvenisti, já concluíram que a expansão da colonização israelense em terras palestinas estava próxima de um ponto sem retorno em direção a uma anexação total. A impressão deixada na paisagem foi descrita da seguinte forma:
As colônias israelenses formam um oásis de classe média alta, com gramados verdes, shoppings e piscinas no meio do deserto aberto e enclaves de campos de refugiados, vilas e cidades palestinas com acesso limitado à água..
Cidadãos estadunidenses lideram a diáspora ao se mudar para os colonatos na Cisjordânia, com 12% afirmando que sua primeira escolha de residência é "Judeia e Samaria". Eles agora formam o bloco predominante e somam cerca de 60.000 colonos.

### Estatuto legal
Antes de prosseguir com o estabelecimento de assentamentos coloniais, o governo de Israel buscou aconselhamento legal com Theodor Meron, um especialista em direito internacional humanitário. Seu memorando ultrassecreto afirmava taxativamente que a proibição de qualquer transferência de população desse tipo era categórica e que "o assentamento civil nos territórios administrados contraria as disposições explícitas da Quarta Convenção de Genebra", indicando que o primeiro-ministro Levi Eshkol estava ciente de que a promoção de colônias isreelitas na Cisjordânia seria ilegal. A comunidade internacional também rejeitou desde então a recusa de Israel em aceitar a aplicabilidade das Convenções de Genebra aos territórios que ocupa, argumentando na maioria das vezes que todos os estados são obrigados a observá-las. Israel é o único a contestar essa premissa, argumentando que a Cisjordânia e Gaza são "territórios disputados" e que as Convenções não se aplicam porque essas terras não faziam parte do território soberano de outro estado, e que a transferência de judeus para áreas como a Cisjordânia não é um ato do governo, mas um movimento voluntário do povo judeu israelense, posição contestada por Yoram Dinstein.
A Corte Internacional de Justiça também determinou que os assentamentos israelenses na Cisjordânia foram estabelecidos em violação ao direito internacional em seu parecer consultivo de 2004 sobre a barreira da Cisjordânia. Em 1980, Israel recusou-se a assinar a Convenção de Viena sobre o Direito dos Tratados, que obriga as leis nacionais a cederem diante do direito internacional quando houver conflito entre os dois, e regula os assentamentos coloniais em termos de suas próprias leis, em vez de qualquer obrigação de observar seus compromissos de tratado e ao argumentar que todos os órgãos relevantes da ONU que julgam a questão são "antissionistas e antissemitas".

### Violência dos colonos

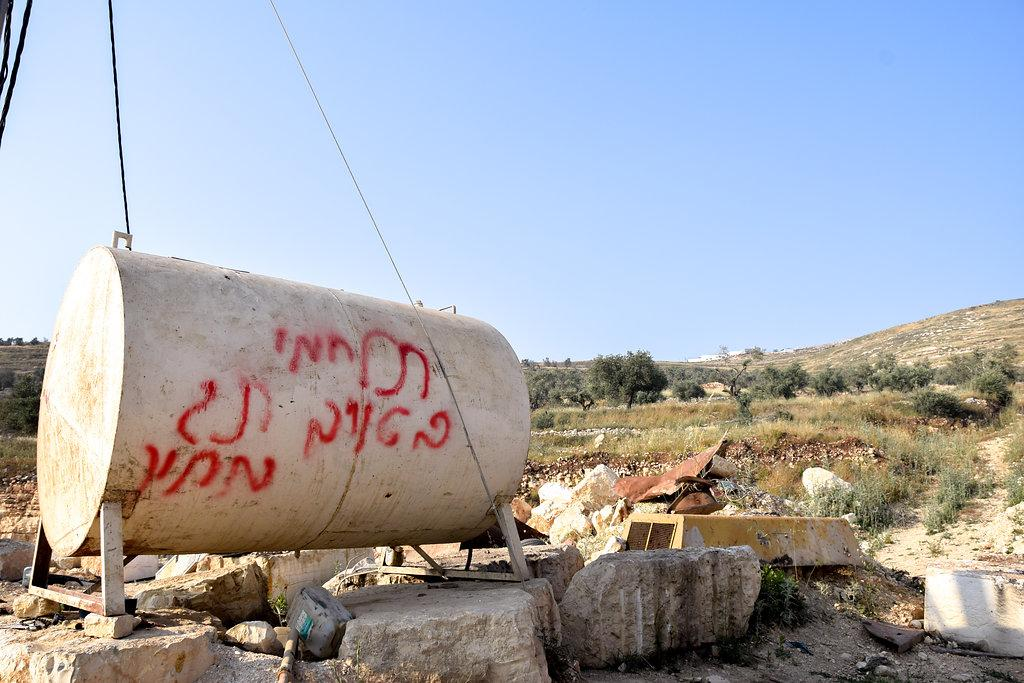
"Combata o inimigo. Preço a Pagar." Grafiti em hebraico de colonos israelenses em Urif

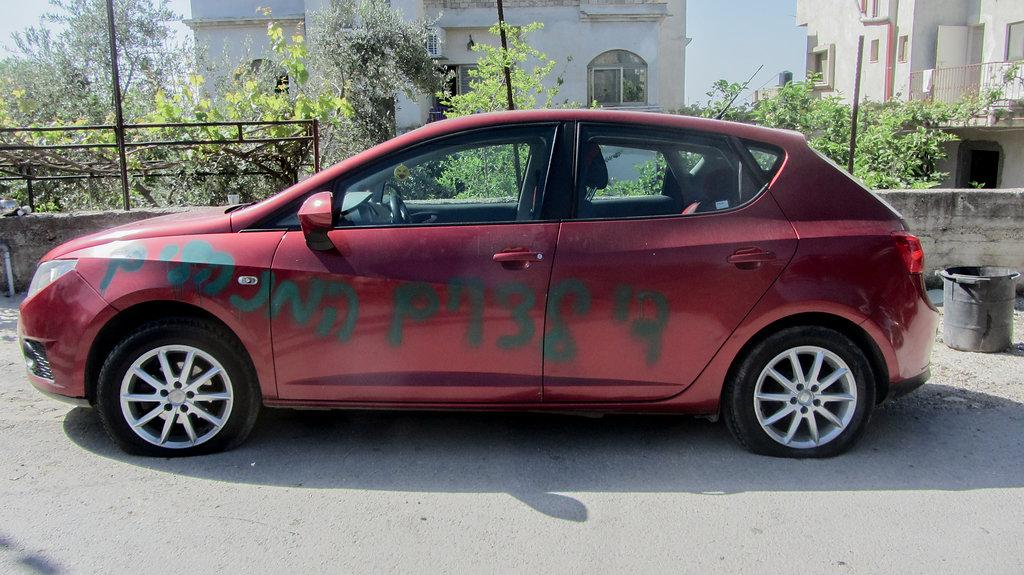
"Não mais ordens administrativas." Grafiti em de colonos israelenses em um carro em Fara'ata, 2018

Embora o vigilantismo dos colonos remonte ao final da década de 1970, quando foram autorizados a portar armas em autodefesa - uma ordenança os isentou do serviço militar em Israel, enquanto os recrutava para unidades na Cisjordânia, e outra lhes conferiu poderes para exigir que os palestinos apresentassem identificação e até mesmo para prendê-los – o terrorismo dos colonos remonta formalmente ao menos ao movimento Submundo Judeu do início da década de 1980. Esse movimento começou visando e gravemente ferindo, por meio da utilização de carros-bomba, prefeitos da Cisjordânia, como Bassam Shakaa de Nablus, e Karim Khalaf de Ramallah. Nos dois primeiros anos da Primeira Intifada, colonos mataram pelo menos 34 palestinos, sendo quatro menores de 16 anos, com 11 mortos por iniciativa dos colonos em suas casas ou enquanto guardavam rebanhos; outros seis provavelmente morreram em decorrência de ações dos colonos, e oito foram mortos em resposta a arremessos de pedras em carros. Apenas dois morreram como resultado de confrontos. Na década de 1980, tentativas de um grupo terrorista judeu liderado por Meir Kahane de estabelecer assentamentos coloniais foram bloqueadas por outros colonos, os líderes do Gush Emunim, embora as visões de Kahane tenham posteriormente motivado o Massacre na Caverna dos Patriarcas.
A partir de 2009, a violência dos colonos aumentou rapidamente, um crescimento que coincidiu com uma dramática queda nos ataques de terrorismo palestino. Em 2009, ocorreram 200 ataques de colonos, número que dobrou para mais de 400 em 2011. Destes últimos, quase 300 consistiram em ataques contra propriedades palestinas, resultando em 100 vítimas palestinas e na destruição de aproximadamente 10.000 árvores. Muitos desses ataques são realizados como atos de "Preço a Pagar", que visam palestinos inocentes e são projetados para intimidar a população local. O Yesh Din descobriu que, de 781 incidentes desse tipo registrados entre 2005 e 2011, 90% das investigações israelenses foram encerradas sem acusações, e muitos dos culpados eram jovens do grupo Hilltop. Em uma análise de 119 casos de colonos matando palestinos, constatou-se que apenas 13 foram enviados para a prisão: seis foram condenados por assassinato, sendo que apenas um deles foi sentenciado à prisão perpétua, enquanto dos sete condenados por homicídio culposo, um recebeu uma pena de sete anos e meio por matar uma criança, e os demais receberam penas leves.
Escrevendo em 2012, Daniel Byman e Natan Sachs julgaram que o padrão de violência dos colonos estava "sem dúvida funcionando" e alcançando seus objetivos, influenciando a maneira como os palestinos veem os israelenses, fortalecendo a posição dos terroristas entre eles e semeando temores no governo israelense de que qualquer retirada em troca de paz levaria a um conflito com os colonos e a um desastre político para os partidos envolvidos.

## Implicações mais amplas
Em 1981, Ya'akov Meridor afirmou que Israel aspirava a desempenhar o papel de "principal proxy" dos Estados Unidos na América Central. Até 1984, de acordo com Jan Nederveen Pieterse, Israel havia se tornado um dos maiores exportadores de armas do mundo, o maior fornecedor de armas para a América Central e a África subsaariana, e globalmente ativo no negócio de contra-insurgência, expertise na qual foi adquirida ao aplicar expropriações de terras e assentamentos na Cisjordânia e Faixa de Gaza. O conhecimento desse histórico, argumentou ele, era útil para avaliar a "exportação" de métodos de Israel para países como Guatemala, Honduras, Nicarágua, El Salvador e Sri Lanka, em alguns dos quais existiam configurações de políticas semelhantes envolvendo terra, dominação e exploração, política populacional e terror. Um projeto de assentamento na Costa Rica, por exemplo, acredita-se que seja baseado na experiência israelense aprimorada em projetos na Cisjordânia.
As técnicas israelenses de guerra urbana contra os palestinos em seus territórios urbanos influenciaram muitos outros poderes militares. Muitos argumentam que os métodos israelenses desenvolvidos em seu conflito com os palestinos tiveram uma influência significativa nas doutrinas militares dos Estados Unidos desenvolvidas sob a administração de George W. Bush. A alegação americana de que novos métodos desenvolvidos para a guerra ao terror eram necessários, uma vez que a situação era sem precedentes e, portanto, era uma terra sem lei legal, teve um precedente nas alegações israelenses de que a guerra ao terror na Cisjordânia era uma terra nula legal, permitindo abordagens como assassinato extrajudicial e preventivo, uma terminologia já usada por Israel em relação à sua abordagem à resistência na Cisjordânia e na Faixa de Gaza. Jeff Halper falou sobre o risco de "palestinizar" o povo americano à medida que Israel aprofundou seus programas de treinamento para as forças policiais americanas.

Thomas H. Henriksen, membro da Hoover Institution e bolsista sênior na Joint Special Operations University, escreve que:
As ações militares das Forças de Defesa de Israel foram - e são - um campo de testes para métodos, procedimentos, táticas e técnicas para os Estados Unidos, que enfrentam um inimigo igualmente fanático em todo o mundo na Guerra Global ao Terror... As experiências israelenses oferecem um registro histórico e um laboratório para táticas e técnicas na condução de contra-insurgências ou operações antiterroristas nas circunstâncias pós-11 de setembro da América.

## Condição legal
A legalidade da ocupação em si, embora receba muito menos atenção do que as violações específicas do direito humanitário internacional, tem atraído cada vez mais a atenção de acadêmicos e da comunidade internacional, com várias resoluções da Assembleia Geral das Nações Unidas descrevendo a ocupação em si como ilegal. Os estudiosos concluíram em grande parte que, independentemente de ter sido inicialmente legal, a ocupação se tornou ilegal ao longo do tempo. As razões citadas para sua ilegalidade incluem o uso da força para fins inadmissíveis, como anexação, violação do direito dos palestinos à autodeterminação, o fato de a própria ocupação ser um regime ilegal de "subjugação, dominação e exploração estrangeira", ou alguma combinação desses fatores. Eyal Benvenisti sugeriu que a recusa de um ocupante em se envolver de boa fé em esforços para alcançar uma solução pacífica não deve ser considerada apenas ilegal, mas como anexação total. O estudioso do direito internacional Ralph Wilde afirma que "A maneira comum de entender a duração prolongada da ocupação... é uma violação prolongada do direito internacional". No entanto, Israel nega que esteja ocupando o território e mantém que sua presença é legal.
Em 20 de outubro de 2022, a Missão Permanente das Nações Unidas sobre o Conflito Israel-Palestina divulgou um relatório à Assembleia Geral das Nações Unidas, pedindo ao Conselho de Segurança que encerre a "ocupação permanente" de Israel e que os Estados membros individuais da ONU processem autoridades israelenses. O relatório encontrou "razões razoáveis" para concluir que a ocupação "agora é ilegal à luz do direito internacional devido à sua permanência" e devido às "políticas de anexação de facto" de Israel. O primeiro-ministro israelense, Yair Lapid, disse que o relatório é "tendencioso, falso, incitante e flagrantemente desequilibrado" e tuitou que "nem toda crítica a Israel é antissemitismo, mas este relatório foi escrito por antissemitas... e é um relatório claramente antissemita". A Corte Internacional de Justiça (CIJ) aceitou um pedido das Nações Unidas (ONU) quanto às Consequências Jurídicas Decorrentes das Políticas e Práticas de Israel no Território Palestino Ocupado, incluindo Jerusalém Oriental. O tribunal estabeleceu 25 de julho de 2023 para a apresentação de declarações escritas e 25 de outubro de 2023 para comentários escritos subsequentes sobre as declarações.

## Fragmentação e dominação sobre os palestinos

### Antecedentes
Em 1920, Israel Zangwill argumentou que criar um estado livre de judeus exigiria um tipo de "redistribuição racial" semelhante à sul-africana. Em 1931, Arnold Toynbee profetizou que, dada a natureza do projeto sionista de assegurar terras apenas para uso judaico, excluindo o trabalho palestino, o governo britânico do mandato seria eventualmente forçado a compensar o processo por meio de legislação que criaria uma reserva de terras exclusiva para uso dos palestinos. Ele estabeleceu um paralelo com a situação na África do Sul sob a Lei de Terras Nativas de 1913, que estabeleceu o princípio da segregação. Essas reservas territoriais segregadas foram os precursores dos bantustões, um termo que ganhou destaque apenas muito depois, na década de 1940. Após a fundação de Israel em 1948, seu primeiro presidente, Chaim Weizmann, e o primeiro-ministro sul-africano Jan Smuts apoiaram as visões um do outro sobre a base racial de seus respectivos estados e seus direitos sobre terras nativas.

### Planejamento da fragmentação
O "Plano Mestre para o Desenvolvimento da Samaria e da Judeia até o ano 2010" (1983) previa a criação de um cinturão de assentamentos judeus concentrados, ligados entre si e a Israel, além da Linha Verde, enquanto interrompia as mesmas ligações que uniam cidades e aldeias palestinas ao longo da rodovia norte-sul, prejudicando qualquer desenvolvimento paralelo para os árabes e deixando os habitantes da Cisjordânia dispersos, incapazes de construir uma infraestrutura metropolitana maior e fora da vista dos colonatos israelenses. O resultado foi chamado de "enclavização", getoização, exemplificada de maneira mais visível pelo cercamento de Qalqilya por um muro de concreto, ou o que Ariel Sharon chamou de modelo bantustão, uma alusão ao sistema do apartheid, e muitos argumentam que as políticas de ocupação de Israel não são tão diferentes, apesar de suas origens diferentes, do modelo sul-africano. Em particular, é comparável às políticas aplicadas na África do Sul à Transkei, uma política que pode ter um alcance geopolítico mais amplo, se o Plano Yinon for considerado como uma indicação da política israelense. O Banco Mundial argumentou em 2009 que criar ilhas econômicas na Cisjordânia e em Gaza é um beco sem saída para o desenvolvimento que só prejudicaria a construção de um Estado palestino economicamente unificado e viável.
Uma função observada do Muro da Cisjordânia é a apropriação de grandes extensões de terras consideradas importantes para futuros projetos de assentamento, notoriamente no caso da área de Susya, que absorve terras trabalhadas por pastores beduínos com título otomano comprovado da terra. A construção, significativamente inspirada nas ideias de Arnon Soffer para "preservar Israel como uma ilha de ocidentalização em uma região caótica", tinha como justificativa pública a ideia de defender Israel contra ataques terroristas, mas foi projetada ao mesmo tempo para incorporar uma grande parte do território da Cisjordânia, grande parte dele terras palestinas privadas: 73% da área marcada para inclusão em Israel era arável, fértil e rica em água, constituindo anteriormente o "celeiro da Palestina".
Se a barreira tivesse sido construída ao longo da Linha Verde com o mesmo propósito, teria percorrido 313 quilômetros, em vez de 790 quilômetros, e custado muito menos do que os estimados $3,587 bilhões que a parede estendida está prevista para custar (em 2009). A disparidade decorre da decisão do governo de incluir dezenas de assentamentos a oeste da barreira. O fato de a barreira permanecer inacabada é atribuído à pressão dos grupos de colonos contrários a uma conclusão que restringiria a expansão adicional dos assentamentos ou os isolaria de Israel, como no caso de Gush Etzion. Há apenas 12 portões ao longo dos 168 quilômetros do muro que cerca Jerusalém Oriental, dos quais teoricamente quatro permitem o acesso aos habitantes da Cisjordânia que obtêm uma autorização. Uma geração inteira de habitantes da Cisjordânia nunca viu a cidade ou o Haram al Sharif, uma negação do direito internacional que estipula o direito de acesso a locais de culto.

### Sistema legal
O conflito israelense-palestino é caracterizado por uma assimetria legal que incorpora uma jurisdição fragmentada em toda a Cisjordânia, onde a etnia determina sob qual sistema legal uma pessoa será julgada. De acordo com Michael Sfard e outros, o intrincado sistema militar de leis imposto aos palestinos tem permitido, em vez de limitar, a violência. Até 1967, as pessoas na Cisjordânia viviam sob um sistema unificado de leis aplicado por um único sistema judicial. A lei estatal (qanun) é um conceito relativamente estranho à cultura palestina, onde uma combinação da xaria e da lei consuetudinária (urf) constitui o quadro normal de referência para as relações dentro da unidade social básica do clã familiar (hamula). Os colonos estão sujeitos à lei civil israelense, enquanto os palestinos estão sujeitos à lei militar do braço ocupante. No geral, o sistema israelense tem sido descrito como um em que "a lei, longe de limitar o poder do Estado, é apenas mais uma maneira de exercê-lo." Um colonizador judeu pode ser detido por até 15 dias, enquanto um palestino pode ser detido sem acusação por 160 dias.
De acordo com o quadro legal do direito internacional, uma população local sob ocupação deve continuar a ser regida por suas próprias leis penais e julgada em seus próprios tribunais. No entanto, sob disposições de segurança, as leis locais podem ser suspensas pela potência ocupante e substituídas por ordens militares aplicadas por tribunais militares. Em 1988, Israel emendou seu Código de Segurança de tal maneira que o direito internacional não poderia mais ser invocado perante os juízes militares em seus tribunais. O Tribunal Superior acolheu apenas um desafio aos mais de 1.000 pedidos militares arbitrários que haviam sido impostos de 1967 até 1990 e que são legalmente vinculativos nos territórios ocupados. Empresas israelenses na Cisjordânia que empregam mão de obra palestina elaboraram leis trabalhistas de acordo com a lei jordaniana. Isso foi considerado discriminatório em 2007 pela Suprema Corte de Israel, que determinou que a lei israelense deveria ser aplicada nessa área, mas, até 2016, segundo a Human Rights Watch, a decisão ainda não foi implementada, e o governo afirma não poder garantir a conformidade.

### Liberdade de movimento

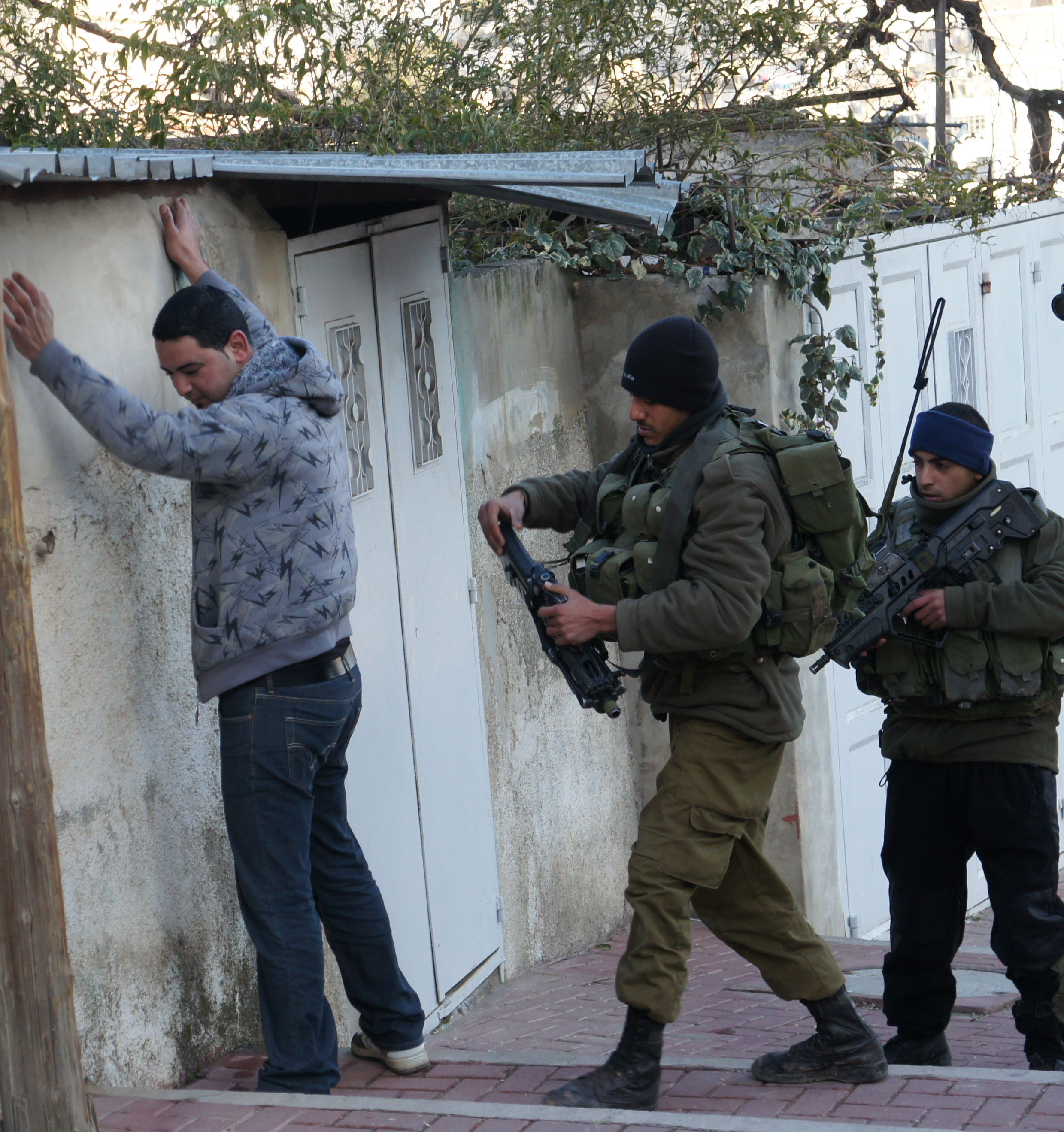
Checagem de rotina de um homem palestino por soldados israelenses em um posto de controle em Hebron

A Declaração Universal dos Direitos Humanos estabelece a liberdade de movimento como um direito humano fundamental.
Foi dito que para "os colonos judeus, as estradas conectam; para os palestinos, elas separam". Entre 1994 e 1997, as Forças de Defesa de Israel construíram 180 milhas de estradas de desvio nos territórios, em terras apropriadas porque passavam perto de aldeias palestinas. O objetivo declarado era oferecer proteção aos colonos contra ataques palestinos de franco-atiradores, bombardeios e tiroteios. Postos de controle permanentes e volantes (cerca de 327 por mês em 2017), barreiras e redes restritivas reestruturam a Cisjordânia em "células de terra", congelando o fluxo da vida cotidiana normal dos palestinos. O professor emérito Elisha Efrat da Universidade de Tel Aviv argumenta que eles formam uma rede de apartheid de "braços de polvo que controlam os centros de população palestinos". Um grande número de aterros, lajes de concreto, postos de controle tripulados, montes, trincheiras, portões de ferro, cercas e muros impedem o movimento em estradas primárias e secundárias. O resultado foi a fragmentação e a formação de cantões nas cidades palestinas e a criação de obstáculos intermináveis para os palestinos que vão para o trabalho, escolas, mercados e parentes. Mulheres morreram ou tiveram abortos enquanto esperavam permissão em um posto de controle para ir ao hospital. O Banco Mundial estimou que o impacto das restrições de movimento para os trabalhadores custou cerca de US$229 milhões por ano (em 2007), enquanto os custos adicionais devido às rotas sinuosas que as pessoas devem percorrer totalizaram US$185 milhões em 2013. Em uma vila, Kafr Qaddum, soldados da Brigada Nahal plantaram explosivos em um terreno onde os manifestantes se reuniam, como medida de "dissuasão"; eles foram removidos quando uma criança de 7 anos se machucou brincando com um deles.
Em fevereiro de 2022, Israel emitiu uma ordenança de 97 páginas para implementação até 5 de julho. O documento substitui uma antiga diretriz de 4 páginas que regulava a entrada e saída de áreas palestinas. São impostos limites rigorosos a estrangeiros, estudantes, empresários, acadêmicos e, em geral, palestinos com dupla nacionalidade que visitam suas famílias lá. A restrição de movimentos é esperada para ter grandes repercussões negativas na economia palestina local.

### Fechamento de aldeias

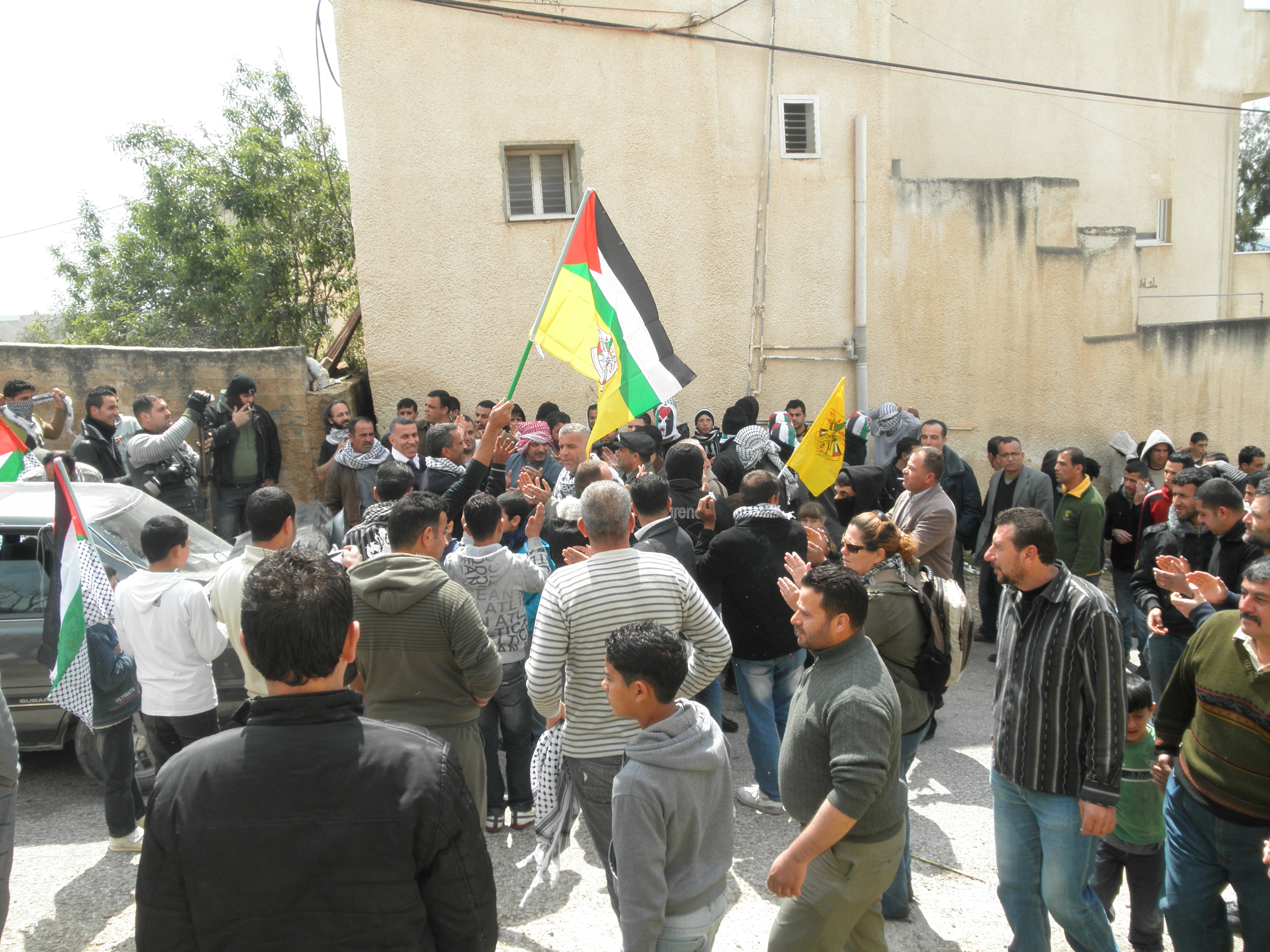
Demonstração contra bloqueio de estrada, Kafr Qaddum, março de 2012

A política de fechamento (séger em hebraico, ighlaq em árabe) opera com base em um sistema de passes desenvolvido em 1991 e é dividida em dois tipos: um fechamento geral que restringe o movimento de bens e pessoas, exceto quando é concedido um permisso, de e para Israel, a Cisjordânia e Gaza, desenvolvido em resposta a uma série de esfaqueamentos em 1993, e a implementação do fechamento total sobre ambas as áreas. Além dos fechamentos gerais, foram impostos fechamentos totais por mais de 300 dias a partir de setembro de 1993 após a Declaração de Princípios do Acordo de Oslo I e até o final de junho de 1996. O fechamento total mais rigoroso foi implementado na primavera de 1996 após uma série de ataques suicidas executados pela organização baseada na Faixa de Gaza do Hamas em retaliação pelo assassinato de Yahya Ayyash, quando o governo israelense impôs uma proibição total de duas semanas a qualquer movimento de mais de 2 milhões de palestinos entre 465 cidades e aldeias da Cisjordânia, uma medida repetida após os violentos confrontos resultantes das escavações arqueológicas sob o Muro Ocidental do Haram al Sharif/Monte do Templo.
As Forças de Defesa de Israel ergueram portões de ferro nas entradas da grande maioria das aldeias palestinas, permitindo que o exército as feche a seu critério, em questão de minutos. Exemplos notáveis de aldeias que foram isoladas a longo prazo, com os residentes sofrendo restrições extremas de movimento, são Nuaman, que foi absorvida pela municipalidade de Jerusalém enquanto seus habitantes são classificados como residentes da Cisjordânia, e Kafr Qaddum, que teve um bloqueio de estrada permanente em sua entrada por 14 anos, desde 2003, o mesmo período em que o assentamento de Kedumim foi estabelecido, e desde 2011 seus habitantes têm protestado contra o bloqueio de estrada, que os obriga a percorrer uma distância seis vezes maior do que a rota usual para chegar a Nablus.
No final da Guerra do Golfo no Kuwait, Israel novamente impôs um toque de recolher na Cisjordânia (e Gaza) que durou sete semanas, causando grandes retrocessos econômicos, com milhares de palestinos demitidos de seus empregos em Israel. Nablus foi sujeita a toques de recolher totais por 200 dias em dois anos (2002-2004). Durante incursões em residências, janelas e portas eram quebradas, estoques de alimentos eram transformados em uma massa indistinta; armazéns de grãos, TVs, painéis solares, tanques de água e rádios eram destruídos ou confiscados.
É rotina para as autoridades israelenses impor um fechamento abrangente sobre a Cisjordânia durante feriados judaicos como Yom Kippur, Pesach, Sukkot e Rosh Hashanah, com uma exceção feita para áreas industriais judaicas no território. A razão dada é prevenir ataques terroristas e também dar tempo de folga aos agentes de segurança nos postos de controle para desfrutar desses feriados. Tais fechamentos às vezes podem durar 11 dias.

### Dificuldades matrimoniais
Ao lidar com o problema do direito de retorno dos palestinos enquanto negociava o reconhecimento da ONU em 1948, Israel criou um programa de reunificação familiar e foi aceito como membro com a compreensão de que cumpriria o direito internacional nesse aspecto. A própria palavra "retorno" (awda) foi censurada e proibida de ser usada nos jornais palestinos por implicar uma ameaça existencial a Israel. Na prática, Israel avalia as propostas de reunificação familiar com base em uma percepção de ameaça demográfica ou de segurança. Essas reunificações foram congeladas em 2002. Famílias compostas por um cônjuge de Jerusalém e um palestino da Cisjordânia (ou Gaza) enfrentam enormes dificuldades legais ao tentar viver juntos, com a maioria das solicitações, sujeitas a um intricado processo de quatro estágios, em média com uma duração de uma década, sendo rejeitadas. Mulheres com "maridos estrangeiros" (aqueles sem cartão de identidade palestino) reportadamente quase nunca são autorizadas a se reunir com seus cônjuges. A Lei de Cidadania e Entrada em Israel de 2003 (Disposição Temporária), ou CEIL, posteriormente renovada em 2016, impôs uma proibição de reunificação familiar entre cidadãos israelenses ou "residentes permanentes" e seus cônjuges originalmente da Cisjordânia ou Gaza. Tal disposição, no entanto, não se aplica aos colonos israelenses na Cisjordânia ou (até 2005) em Gaza. Em tais casos, a proibição é justificada em termos de "preocupações com a segurança".
Um palestino de Jerusalém que se junta ao cônjuge na Cisjordânia e, assim, não mantém sete anos de residência consecutiva em Jerusalém Oriental, pode ter seu direito de residência revogado. Segundo a B'Tselem, qualquer um dos mais de 2.000 palestinos registrados como proprietários ausentes de propriedades na Cisjordânia foi negado permissão para reentrar com o propósito de reunificações familiares, porque o retorno deles obrigaria as autoridades israelenses a devolver suas propriedades, sobre as quais foram estabelecidos assentamentos, aos seus proprietários palestinos originais.

### Assassinatos direcionados
Assassinatos direcionados são atos de violência seletiva letal realizados contra pessoas específicas identificadas como ameaças. Rumores surgiram na imprensa por volta de setembro de 1989 de que Israel havia elaborado uma lista de procurados, vários dos quais foram posteriormente mortos, e especulou-se que na época Israel poderia estar operando "esquadrões da morte". Israel reconheceu publicamente o uso dessa tática pela primeira vez contra Hussein Abayat em Beit Sahour, perto de Belém, em novembro de 2000. Em sua decisão sobre a prática, a Suprema Corte de Israel em 2006 se absteve de endossar ou proibir a tática, mas estabeleceu quatro condições - precaução, necessidade militar, investigação de acompanhamento e proporcionalidade - e estipulou que a legalidade deve ser julgada caso a caso, com base na análise das circunstâncias. Nils Melzer considerou a decisão um avanço, mas com falhas em vários aspectos importantes, especialmente por não fornecer diretrizes para determinar quando a prática seria permitida. De acordo com um ex-funcionário citado por Daniel Byman, em média Israel gasta cerca de 10 horas planejando uma operação de assassinato direcionado e dez segundos decidindo se prossegue com o assassinato ou não.
Dos 8.746 mortes violentas de palestinos registradas de 1987 a 2008, 836 foram executadas após a identificação de indivíduos com base em informações obtidas de colaboradores. Segundo a B'Tselem, uma organização israelense de direitos humanos, no período entre 2000 e o final de 2005, 114 civis morreram como resultado de danos colaterais enquanto as forças de segurança israelenses visavam com sucesso 203 militantes palestinos. Os números de 9 de novembro de 2000 a 1 de junho de 2007 indicam que assassinatos israelenses mataram 362 pessoas, sendo 237 alvos diretos e 149 espectadores colateralmente. Um oficial de inteligência que descreveu o clima na sala de operações onde os assassinatos eram programados e depois testemunhados por vídeo, afirmou que preocupações com "danos colaterais" nunca diminuíram os aplausos que saudavam uma missão bem-sucedida.

### Vigilância

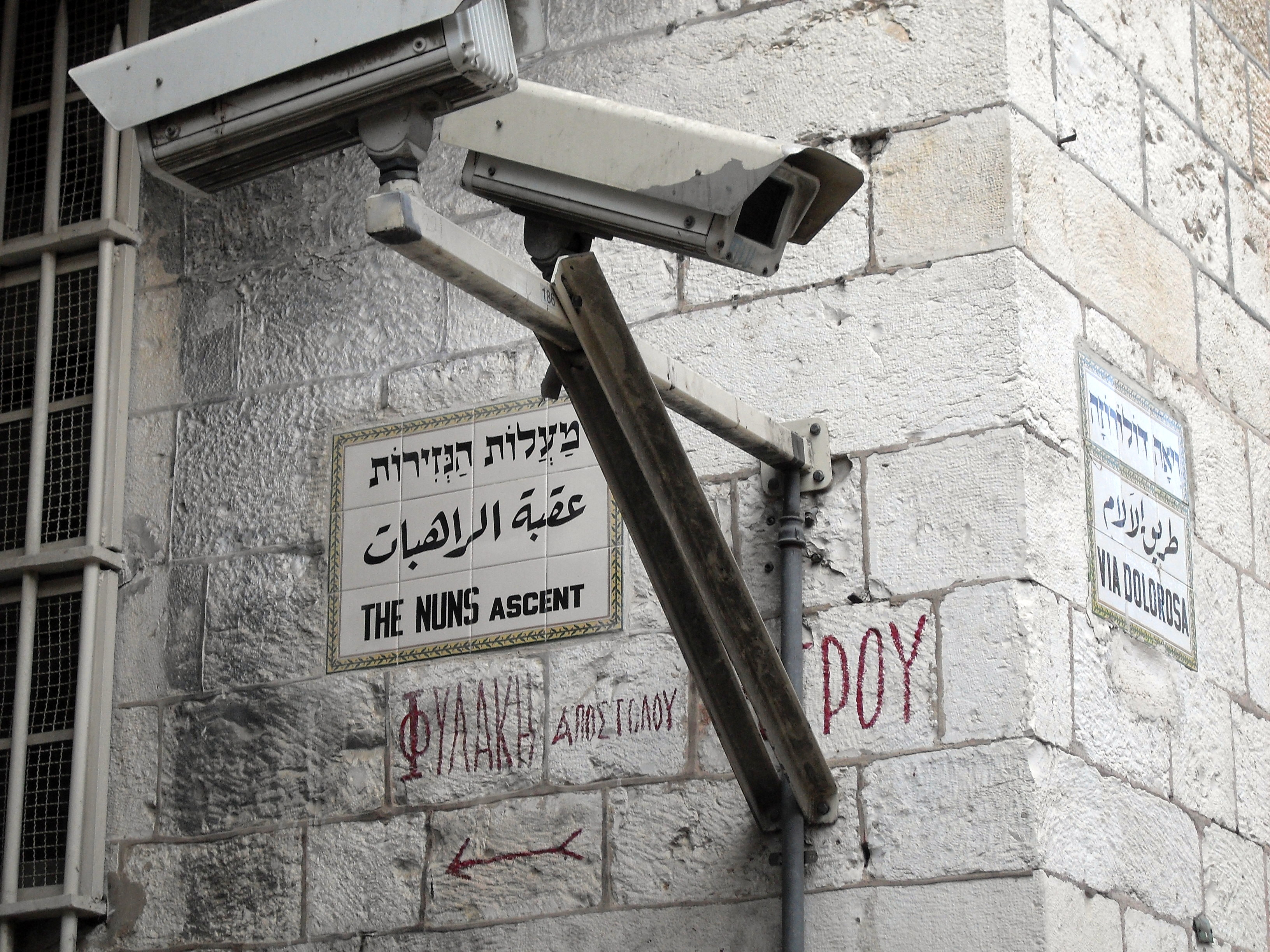
Câmeras são ubíquas na cidade antiga, Jerusalém Oriental

Israel, em sua monitorização capilar dos palestinos, foi chamado de um Estado de Vigilância por excelência. Toda a população palestina está sob vigilância, independentemente de preocupações de inteligência, usando smartphones e câmeras de circuito fechado, algumas capazes de ver dentro de casas, cujas fotos são então alimentadas no sistema de rastreamento "Blue Wolf" das IDF, equipado com tecnologia de reconhecimento facial. Isso é uma versão simplificada do Wolf Pack, um banco de dados de computador que contém "perfis de praticamente todos os palestinos na Cisjordânia, incluindo fotografias de indivíduos, históricos familiares, educação e uma classificação de segurança para cada pessoa". A implantação de tais sistemas é proibida em Israel. Soldados das IDF em serviço em postos de controle na Cisjordânia não podem encerrar seus turnos até que tenham preenchido sua cota de 50 fotos de palestinos passando pelo posto de controle, juntamente com detalhes sobre eles. Os colonos têm um aplicativo de smartphone paralelo, White Wolf, para escanear palestinos. Drones e balões militares, bem como o invasivo spyware Pegasus para penetrar em smartphones, também fazem parte do sistema de vigilância na Cisjordânia.
Entre muitos críticos israelenses da ocupação, o ativista Jeff Halper e o filósofo Avishai Margalit expressam preocupações com o efeito paralisante dos intricados sistemas de vigilância sobre os palestinos, de uma "matriz de controle" subjacente à ocupação. Logo após o fim das hostilidades, Israel começou a contar todos os itens nas casas, desde televisores até geladeiras, fogões até cabeças de gado, pomares e tratores. Cartas eram verificadas e seus endereços registrados, e inventários eram elaborados de oficinas que produziam móveis, sabão, têxteis, doces e até hábitos alimentares. Embora muitas inovações tenham sido introduzidas para melhorar a produtividade dos trabalhadores, elas também podem ser vistas como mecanismos de controle. Planejadores militares avançados em Israel preveem o dia em que Israel se retirará de partes da Cisjordânia: isso não encerrará a Ocupação, pois depois disso eles imaginam um regime de "ocupação invisível", "ocupação aérea" ou "ocupação em desaparecimento", com uma capacidade contínua de controlar o território fisicamente evacuado com vigilância e ataques.
Um ex-oficial de inteligência israelense envolvido na Unidade 8200 comparou o sistema de vigilância ao do filme alemão "As Vidas dos Outros", com a diferença, em sua opinião, de que a vigilância israelense era mais eficiente. Enquanto o público israelense acredita, segundo ele, que essa vigilância está focada em combater o terrorismo, na prática uma quantidade significativa da coleta de informações visa pessoas inocentes sem histórico de militância. Nenhum palestino, ele alegou, estava isento de vigilância contínua. Qualquer informação que possa possibilitar "extorsão" ou chantagem, como evidências de infidelidade conjugal, problemas de saúde que exigem tratamento em Israel ou orientação sexual, é considerada relevante. A presença de vigilância e ataques israelenses sobre áreas palestinas é constante e intensa, com o ex-chefe do Shin Bet, Avi Dichter, observando: "Quando uma criança palestina desenha um quadro do céu, ela não o faz sem um helicóptero."

### Técnicas de controle
Ben Ehrenreich, citando a descrição de Gudrun Krämer sobre a repressão militar britânica da Revolta Árabe de 1936, afirma que, exceto pelo açoitamento, todas as medidas extremas adotadas pelas autoridades do Mandato se repetiram como práticas padrão na forma como Israel administra os territórios ocupados.
Os acadêmicos diferem quanto à classificação das técnicas de segregação e exclusão usadas para aumentar o controle israelense sobre a Cisjordânia. Para Jan Selby, existem cinco elementos centrais para consolidar a colonização territorial: (a) construção de colônias israelitas; (b) confiscação de terras palestinas e engenharia de uma rede de estradas de contorno (c) integração da economia local como dependente da economia israelense maior; (d) criação de um sistema jurídico dual com leis diferentes para palestinos e colonos judeus, com subsídios favorecendo estes últimos, e (e) busca de clientes e patronos locais que agiriam de acordo com os interesses de Israel e, na falta de sucesso nesse sentido, aumento da repressão.
Gershon Shafir identificou uma matriz de cinco ferramentas de dominação israelense sobre os palestinos: (a) o sistema de permissões; (b) detenção administrativa; (c) deportação: (d) demolição de casas e (e) tortura. Richard Falk acrescenta assassinatos políticos, punições extrajudiciais e o uso de punições coletivas à lista. Segundo Neve Gordon, Israel utiliza a "guerra jurídica" para codificar o campo dos direitos humanos e, dessa forma, ajudou a enquadrar o trabalho de direitos humanos em Israel como uma ameaça à segurança.

### Transferência de população e deportações
Israel foi uma das Altas Partes Contratantes da Quarta Convenção de Genebra, que trata especificamente da proteção de civis em uma zona de guerra, e, como signatário, subscreveu o Artigo 49, que diz:
Transferências individuais ou em massa, assim como deportações de pessoas protegidas do território ocupado para o território da Potência Ocupante ou para o de qualquer outro país, ocupado ou não, são proibidas, independentemente de seu motivo... A Potência Ocupante não deverá deportar ou transferir partes de sua própria população civil para o território que ocupa.
Essa cláusula final é absoluta, sem permitir exceções, e foi ratificada por Israel quando assinou as Convenções de Genebra em 6 de julho de 1951. A sentença foi redigida para evitar a repetição da prática de colonização estabelecida por certas potências, incluindo a Alemanha, de transferir sua população para territórios conquistados por motivos políticos e raciais durante a Segunda Guerra Mundial. Além disso, o Artigo 76 dessa convenção exclui a deportação como uma medida punitiva, afirmando que
pessoas protegidas acusadas de delitos serão detidas no país ocupado e, se condenadas, cumprirão suas penas lá.
O princípio é inequívoco: "um ocupante não pode expulsar uma única pessoa, mesmo que essa pessoa represente um risco à segurança".
Segundo uma estimativa, entre 1967 e 1978, cerca de 1.151 pessoas foram deportadas por Israel, incluindo dois povoados inteiros, enviados para o exílio em massa da região do Vale do Jordão em dezembro de 1967 e maio de 1969. Para fornecer justificativa legal para essas medidas, que contrariam a Quarta Convenção de Genebra, Israel aplicou a lei 112, remontando aos Regulamentos de Defesa (Emergência) do governo mandatário britânico, que antecederam a Convenção de Genebra em 4 anos. Estes, por sua vez, remontam à legislação de emergência militar elaborada para combater a guerra palestina de oposição à ocupação britânica e à imigração judaica em 1936-1939. Os pais foram os mais afetados nos primeiros dias: separando famílias, a prática consistia em prender os chefes de família à noite em suas casas e levá-los para um deserto ao sul do Mar Morto, onde eram forçados, sob a mira de armas ou tiros, a atravessar para a Jordânia.
Por pelo menos dois anos, a partir de meados de 1970, Israel coletou palestinos de prisões israelenses e os forçou a atravessar a fronteira jordaniana no Deserto do Negev. Codinomeada Operação Paciente, essa prática expulsou pelo menos 800 pessoas. Os arquivos sobre a operação ainda estão em grande parte inacessíveis para os pesquisadores.
Até hoje, qualquer palestino de Jerusalém pode ter sua residência revogada pela lei israelense se Jerusalém não constituir, na visão das autoridades israelenses, o seu "centro de vida" por sete anos consecutivos, uma revogação que constitui uma transferência forçada de população que foi aplicada a pelo menos 14.595 palestinos desde 1967 (2016). A OLP, inspirada no precedente do SS Exodus, uma vez tentou navegar um "Navio do Retorno" no porto de Haifa com 135 palestinos que Israel havia deportado dos territórios. O Mossad assassinou com uma bomba de carro os três altos funcionários da Fatah que organizavam o evento em Limassol e depois afundou o navio no porto.
A transferência forçada de palestinos ainda ocorre na Cisjordânia: em 2018, a Suprema Corte de Israel deu sinal verde para expulsar o povo de Khan al-Ahmar de seu povoado para um lixão fora de Abu Dis. Israel deteve em um posto de controle em fevereiro de 2017 Maen Abu Hafez, um palestino de 23 anos, pois ele não tinha identidade, e o deteve sob uma ordem de deportação em uma prisão para estrangeiros em Ramla, Israel. Ele havia sido criado desde os 3 anos no Campo de Refugiados de Jenin. Israel busca deportá-lo para o Brasil, embora ele não fale português, sua mãe seja uruguaia e seu pai palestino tenha abandonado a família para voltar ao Brasil em 1997 e não tenha sido mais ouvido desde então.

### Censura
Na Cisjordânia, tanto os "Regulamentos de Emergência de Defesa de 1945, No. 88" do Mandato Britânico - que estipula que "cada artigo, imagem, anúncio, decreto e aviso de óbito deve ser submetido à censura militar" -, quanto a "Ordem Militar Israelense No. IOI (1967)", emendada pelas "Ordens No. 718 (1977)" e "No. 938 (1981)" sobre "a proibição de incitação e propaganda adversa" formaram a base para censurar publicações, poesia e produções literárias na Cisjordânia. Os escritórios de censura civil e militar podiam revogar as decisões um do outro, tornando cada vez mais difícil obter licenças de publicação. No entanto, não existem diretrizes claras, então até mesmo obras traduzidas da imprensa hebraica, ou produções teatrais permitidas em Israel, como Hamlet, podiam ser censuradas. A crítica aos assentamentos era proibida, assim como os sentimentos de orgulho nacional. Avisos fúnebres que lamentavam os mortos ou expressavam orgulho pelos que caíram podiam ser contestados. Até mencionar a palavra "Palestina" era proibido. Segundo a Ordem Militar Israelense 101, os palestinos sob lei militar eram proibidos de fazer manifestações e publicar qualquer coisa relacionada a um "assunto político".
Jornais podiam perder suas licenças, sem motivo algum, com base no Regulamento de Emergência de 1945 (Artigo 92/2). Permissões de viagem para permitir que palestinos notáveis como Elias Freij, prefeito de Belém, fossem entrevistados no exterior podiam ser negadas. Grafites (shi'arati) protestando contra a ocupação eram proibidos a menos que fossem aprovados pelos militares, e os proprietários das paredes eram responsáveis e multados pelos grafites, então a prática teve que ser banida pelos palestinos, já que se tornou uma grande fonte de receita para Israel. Recentemente, a vigilância da internet, usando software para identificar potenciais ameaças em postagens de mídia social, levou à prisão de 800 palestinos, tanto por unidades israelenses quanto por forças de segurança da Autoridade Palestina, com 400 detidos como "terroristas lobo solitário" por causa do que escreveram, embora nenhum deles tenha realizado ataques e, segundo o especialista em segurança, Ronen Bergman, nenhum algoritmo poderia identificar atacantes solitários.

### Colaboração coercitiva
Uma das primeiras coisas que Israel capturou ao conquistar a Cisjordânia foram os arquivos da Polícia de Segurança da Jordânia, cujas informações permitiram que eles transformassem informantes no território para esse serviço em informantes de Israel. Colaboradores (asafir), quebrados durante o interrogatório e depois plantados em celas para persuadir outros prisioneiros a confessar, começaram a ser recrutados em 1979. O número de colaboradores com Israel antes dos Acordos de Oslo foi estimado em cerca de 30.000. De acordo com o Haaretz, o Shin Bet usou várias técnicas "sujas" para recrutar palestinos em sua folha de pagamento como informantes. Esses métodos incluem explorar pessoas que foram identificadas como sofrendo de dificuldades pessoais e econômicas, pessoas que solicitam reunificação familiar ou uma permissão para tratamento médico em Israel.

### Tributação
Segundo o direito internacional, nenhuma potência ocupante tem o direito de impor impostos além dos que existiam antes da ocupação. Pela Ordem Militar 31 de 27 de junho de 1967, Israel assumiu o sistema de tributação jordaniano, com uma mudança significativa: os israelenses que se mudaram para os assentamentos ficaram isentos, sendo tributados sob a lei israelense, enquanto em 1988, a alta taxa de imposto de renda de 55% para pessoas com renda na faixa de 8.000 dinares foi reduzida para que se aplicasse a quem ganhava 5.231 JD. Em Israel, a faixa de imposto de 48% se aplicava a quem ganhava quase o dobro desse valor.
Em 1988, a próspera cidade cristã empreendedora de Beit Sahour, que tinha várias centenas de empresas principalmente familiares, organizou um boicote fiscal sob o argumento de que não viam benefícios retornarem de seus impostos, baseando seu boicote no princípio da revolta colonial americana contra seus mestres britânicos, ou seja, não haver tributação sem representação. Eles se recusaram a pagar o IVA e/ou impostos de renda. 350 domicílios de 1.000 foram alvo e suas contas bancárias foram congeladas, enquanto mais 500 tiveram suas contas bancárias confiscadas ou debitadas. Israel reagiu com punição coletiva, colocando a cidade sob um toque de recolher de 42 dias. As residências eram revistadas todos os dias, e máquinas de negócios, equipamentos para fins comerciais, geladeiras, joias, dinheiro, móveis domésticos e às vezes lembranças eram confiscados. Para proteger os soldados de pedras, carros eram parados e posicionados ao redor das casas, enquanto as pessoas eram reunidas para formar escudos humanos. O valor dos bens confiscados não guardava relação com os impostos sendo impostos, e eram leiloados em Israel a aproximadamente 20% de seu valor de reposição. O efeito foi praticamente aniquilar a base produtiva de Beit Sahour.

## Punição coletiva aos palestinos
O uso por Israel de medidas de punição coletiva, como restrições de movimento, bombardeio de áreas residenciais, prisões em massa e destruição da infraestrutura de saúde pública, viola os Artigos 33 e 53 da Quarta Convenção de Genebra. O Artigo 33 estabelece em parte:
Nenhuma pessoa protegida pode ser punida por um delito que não tenha pessoalmente cometido. Penas coletivas e, da mesma forma, todas as medidas de intimidação ou terrorismo são proibidas.
Essa política de punição coletiva, cujas técnicas podem ser rastreadas na repressão britânica da revolta de 1936-1939, foi reintroduzida e está em vigor desde os primeiros dias da ocupação, sendo denunciada por Israel Shahak já em 1974. Em 1988, houve grande repercussão dessa prática quando as forças israelenses fecharam Qabatiya, em resposta à morte de um suspeito colaboracionista no vilarejo, prenderam 400 dos 7.000 habitantes, demoliram as casas de pessoas supostamente envolvidas no assassinato, cortaram todas as linhas telefônicas, proibiram a importação de qualquer forma de alimento no vilarejo ou a exportação de pedra de suas pedreiras para a Jordânia, isolando completamente o contato com o mundo exterior por quase 5 semanas (24 de fevereiro a 3 de abril). Em 2016, a Anistia Internacional afirmou que as várias medidas tomadas no coração comercial e cultural de Hebron ao longo de 20 anos de punição coletiva tornaram a vida tão difícil para os palestinos que milhares de empresas e residentes foram deslocados à força, permitindo que colonos judeus assumissem mais propriedades.

### Demolição de casas

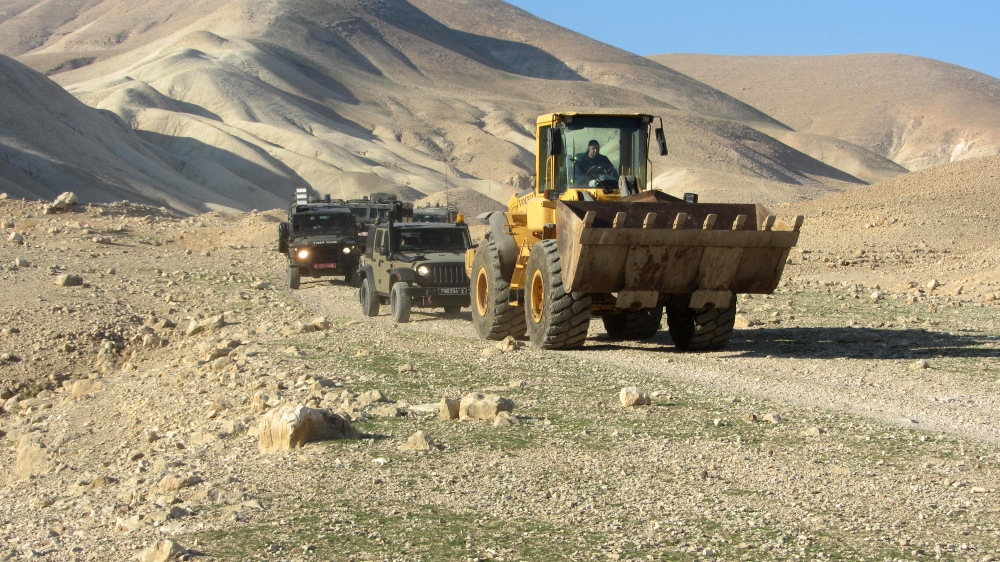
Forças militares israelenses chegaram para demolir a comunidade palestina de Khirbet Ein Karzaliyah em 8 de janeiro de 2014, deixando toda a população de 10 adultos e 15 menores sem-teto. O exército retornou um mês depois para demolir as tendas em que os residentes estavam vivendo desde a última demolição.

A demolição de casas é considerada uma forma de punição coletiva. De acordo com a lei da ocupação, a destruição de propriedades, a menos que seja por razões de necessidade militar absoluta, é proibida. A prática de demolir casas palestinas começou dentro de dois dias da conquista da área na Cidade Velha de Jerusalém conhecida como o Bairro Marroquino, adjacente ao Muro das Lamentações. Desde o início da ocupação dos territórios palestinos até 2015, segundo uma estimativa do ICAHD, estima-se que Israel tenha destruído 48.488 estruturas palestinas, com um deslocamento concomitante de centenas de milhares de palestinos.
Israel considera sua prática como direcionada contra casas construídas sem permissões israelenses ou como uma forma de dissuasão ao terrorismo, uma vez que um militante é forçado a considerar o efeito de suas ações em sua família. Entre setembro de 2000 e o final de 2004, das 4.100 casas demolidas pelas IDF nos territórios, 628, com 3.983 habitantes, foram realizadas como punição porque um membro da família havia se envolvido na insurgência da Al-Aqsa. De 2006 até 31 de agosto de 2018, Israel demoliu pelo menos 1.360 unidades residenciais palestinas na Cisjordânia (não incluindo Jerusalém Oriental), causando o deslocamento de 6.115 pessoas, incluindo pelo menos 3.094 menores. Dentre essas, 698 casas, com 2.948 palestinos, dos quais 1.334 menores, foram demolidas no Vale do Jordão (janeiro de 2006 a setembro de 2017).
Até mesmo cabanas de pastores, nas quais os impostos foram devidamente pagos, podem ser demolidas.

### Regime de permissões
A partir de 1967, quase todos os aspectos da vida cotidiana dos palestinos foram sujeitos a regulamentações militares onipresentes – por exemplo, cerca de 1.300 delas em 1996 –, desde o plantio de árvores até a importação de livros e extensões de casas. A Ordem Militar 101 negava aos habitantes da Cisjordânia o direito de comprar qualquer forma de material impresso – livros, pôsteres, fotografias e até mesmo pinturas – do exterior (incluindo de Israel) a menos que autorização prévia tivesse sido obtida do exército. Nas duas primeiras décadas, os palestinos eram obrigados a solicitar permissões e licenças para uma enorme quantidade de coisas, como uma carteira de motorista, um telefone, registro de marca e nascimento e um certificado de boa conduta para garantir empregos em diversas profissões. Obter essas permissões tem sido descrito como uma via dolorosa. Os critérios precisos a serem cumpridos para obter permissões nunca foram esclarecidos. Isso tem sido comparado ao sistema de passe do apartheid. Adverte-se sobre o efeito debilitante da burocracia na condição humana, citando Zygmunt Bauman, para lançar luz sobre a armadilha orwelliana ou kafkiana da papelada que, argumenta-se, coloca um estrangulamento na autonomia palestina. Em 2018, as autoridades israelenses exigiam 42 tipos de permissões, dependendo do propósito dos movimentos de uma pessoa.

### Impacto na educação
A alta prioridade tradicionalmente atribuída à educação na sociedade palestina continuou durante o início da ocupação, com cerca de 10% de todos os graduados universitários árabes sendo palestinos até 1979. Evidências internas de relatórios vazados na década de 1960 sugerem que, na época, o melhor ensino superior para árabes israelenses era visto como uma possível ameaça à segurança. Israel assinou o Pacto Internacional sobre Direitos Econômicos, Sociais e Culturais em 1966, ratificado em 1991. Após 1967, Israel afirmou que o direito à educação não se aplicava à Cisjordânia, Jerusalém Oriental e Gaza, territórios que mantinha sob ocupação, pois estavam fora das fronteiras soberanas de Israel.
Durante a primeira Intifada, em um ponto, Israel impôs um fechamento de 19 meses em todas as escolas da Cisjordânia, incluindo jardins de infância, sugerindo a pelo menos um observador que Israel estava visando intencionalmente perturbar o desenvolvimento cognitivo dos jovens palestinos. Nos dois primeiros anos da Intifada de Al-Aqsa, o IDF disparou em 100 escolas, algumas foram bombardeadas e outras ocupadas como postos militares. Em 2017, de acordo com uma estimativa, Israel emitiu ordens de demolição ou "paralisação de trabalho" que afetaram 55 escolas na Cisjordânia.

### Invasões noturnas
De acordo com o Major General Tal Rousso, as Forças de Defesa de Israel realizam operações "o tempo todo, todas as noites, em todas as divisões". As invasões noturnas israelenses geralmente ocorrem entre 2h e 4h da manhã. As unidades, cujos membros muitas vezes estão mascarados e acompanhados por cães, chegam com equipamento de batalha completo e garantem a entrada batendo nas portas ou as explodindo de suas dobradiças. Aumentos abruptos na frequência podem estar relacionados à rotação de novas unidades em uma área. A maioria ocorre em aldeias em proximidade próxima aos assentamentos. Essas missões têm vários propósitos diferentes: prender suspeitos, realizar buscas, mapear a estrutura interna de uma moradia e fotografar jovens para melhor reconhecimento em confrontos futuros. Laptops e celulares frequentemente são apreendidos e, se devolvidos, não raramente estão danificados. O vandalismo é comum, com objetos saqueados sendo dados a soldados necessitados ou aqueles com baixos salários, como na Operação Escudo Defensivo. Relatos de esconderijos de dinheiro que desaparecem após uma busca são frequentes. Muitos pertences pessoais – fotos de crianças ou famílias, relógios, medalhas, troféus de futebol, livros, Alcorões, joias – são levados e guardados, e, segundo um informante, aprendizes de oficiais de inteligência podiam pegar itens de tal "memorabilia" palestina de armazéns. Após protestos internacionais, em fevereiro de 2014, um programa-piloto foi iniciado para emitir intimações em vez de deter crianças à noite, e programado para durar até dezembro de 2015. O objetivo das invasões de mapeamento é, segundo relatos, entender como uma área é vista do ponto de vista palestino para futuros planejamentos e permitir uma opção para operações de "viúvas de palha" (montar emboscadas de dentro dessas casas).
A prática das unidades militares israelenses de invadir, prender e saquear casas palestinas no meio da noite é uma prática de longa data, persistindo até os dias atuais. Em apenas três dias, de 21 a 23 de janeiro de 2018, foram realizadas 41, 24 e 32 invasões separadas. Em 2006, Israel fez 6.666 invasões nos territórios ocupados. Nos primeiros seis meses de 2007, foram feitas 3.144 invasões de busca/prisão israelenses na Cisjordânia. Os pais de 90% dos menores presos, vendados e algemados em invasões noturnas, não receberam explicação para o sequestro, nem informações sobre onde a criança seria detida. Em outro estudo, 72,7% das crianças estudadas testemunharam invasões noturnas, sendo a experiência traumática classificada em segundo lugar, depois de assistir a cenas de corpos mutilados ou feridos na TV. Uma extrapolação desse número sugeriria, segundo a ONG WCLAC, que desde a imposição da lei marcial em junho de 1967 até 2015, mais de 65.000 invasões noturnas foram realizadas pelas Forças Armadas israelenses em casas palestinas na Cisjordânia (sem incluir Jerusalém Oriental).

### Prisões e detenção administrativa
Estima-se que 650.000 palestinos tenham sido detidos por Israel de 1967 a 2005, o que equivale a um em cada três palestinos somente nas duas primeiras décadas de ocupação. O sistema de tribunais militares, considerado o ponto central institucional da ocupação, trata os palestinos como "civis estrangeiros" e é presidido por juízes judeus israelenses que se basearam na lei do Mandato Britânico anterior, onde sua aplicação a ativistas judeus foi vigorosamente contestada pelos representantes do yishuv. Quatro disposições implicam: (a) detenção prolongada de suspeitos incomunicáveis (b) sem acesso a um advogado (c) interrogatório coercitivo para obter provas e (d) o uso de "evidências secretas".
Durante este período, dezenas de milhares foram submetidos à detenção administrativa, cuja justificativa é encarcerar suspeitos que, de acordo com a lei criminal convencional, talvez não sejam condenáveis. Taisir al-Arouri, professor de matemática da Universidade de Bir Zeit, foi preso à noite em 21 de abril de 1974 e libertado em 18 de janeiro de 1978, após sofrer 45 meses de prisão sem julgamento ou acusações, somente depois que a Anistia Internacional emitiu um protesto público.
A prática foi considerada por um estudioso em 1978 como "uma aberração da justiça criminal" de natureza provisória. Em 2017, a Anistia Internacional observou que "centenas de palestinos, incluindo crianças, líderes da sociedade civil e trabalhadores de ONGs, estavam regularmente sob detenção administrativa" e considera alguns, como Khalida Jarrar e Ahmad Qatamesh, como prisioneiros de consciência.

### Tortura
Os estados são obrigados, nos termos da Quarta Convenção de Genebra, a prevenir a tortura, incluindo o sofrimento mental. De acordo com Lisa Hajjar (2005) e a Dra. Rachel Stroumsa, diretora do Comitê Público Contra a Tortura em Israel, a tortura tem sido uma característica duradoura dos métodos israelenses de interrogatório de palestinos. A tortura pode ser de dois tipos, física e psicológica. Relatos de tortura surgiram na década de 1970 e começaram a ser documentados em detalhes pela ONG Al-Haq em meados da década de 1980. A Comissão Landau de 1987 examinou alguns abusos e concluiu que a "pressão física moderada" era aceitável pelo estado israelense. A prática foi então proibida pela Alta Corte de Israel, exceto por autorizações caso a caso pelo Procurador-Geral.
O termo militar hebraico tertur está associado a políticas introduzidas por Rafael Eitan, que ordenou que tropas do exército e policiais de fronteira realizassem prisões repetidas e humilhassem um grande número da população palestina nos territórios. Isso se refere a práticas como as prisões em massa que ocorriam sempre que árabes da Cisjordânia faziam manifestações nacionalistas. A polícia de fronteira israelense foi vista forçando árabes a cantar o hino nacional israelense, dar tapas nos rostos uns dos outros e rastejar e latir como cães. A polícia também prendeu milhares de árabes a cada ano sob acusações de "segurança", que variaram desde terrorismo explícito até a simples leitura de livros proibidos.

### Crianças

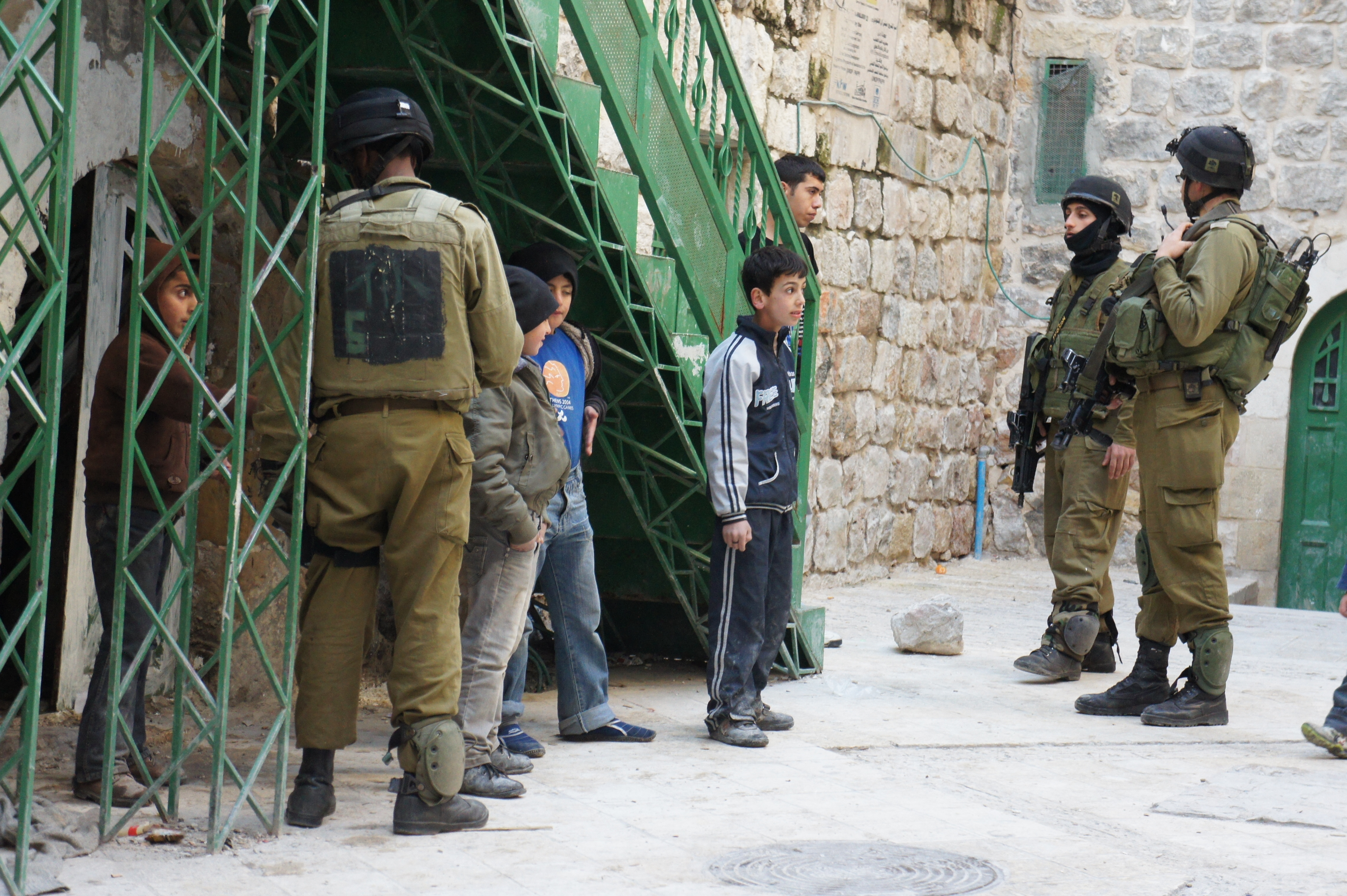
Crianças detidas por soldados da Brigada Golani em Hebron.

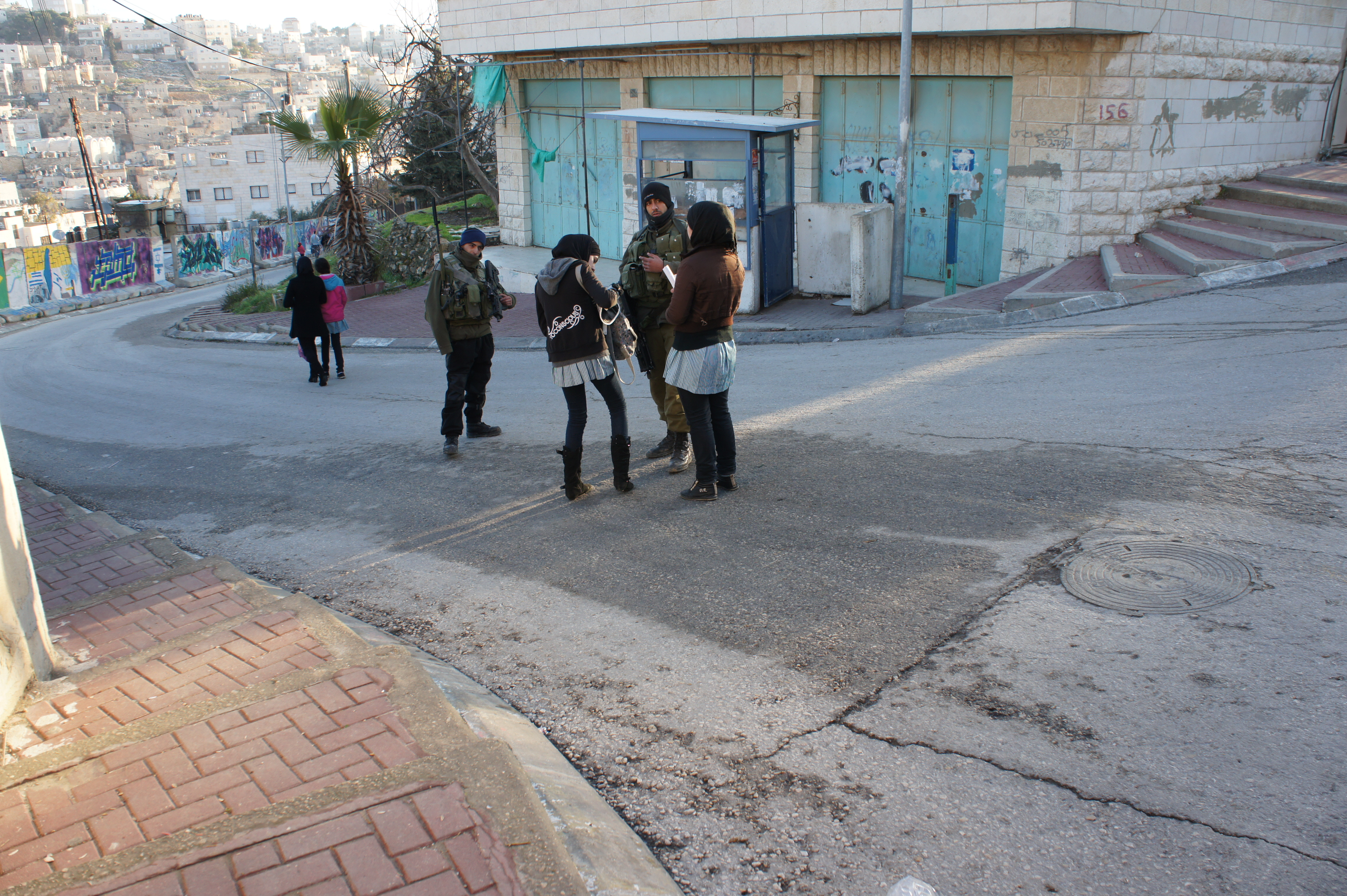
Meninas palestinas tendo suas mochilas escolares revistadas por soldados israelenses em Tel Rumeida, Hebron.

Incidentes documentados de forças israelenses direcionando e matando crianças palestinas remontam aos primeiros dias do conflito árabe-israelense. Após a guerra de 1948, antes da ocupação formal de Israel na Cisjordânia, confrontos na fronteira entre israelenses e árabes eram ocorrências regulares, com vários casos de soldados israelenses atirando em palestinos desarmados, incluindo crianças. Durante a incursão de Beit Jala em 1952, 4 crianças com idades entre 6 e 14 anos foram mortas a tiros de metralhadora. Durante a Primeira Intifada, crianças palestinas regularmente sofreram lesões graves, muitas vezes fatais. A Primeira Intifada viu um envolvimento excepcionalmente alto de adolescentes palestinos, levando Israel a declarar que atirar pedras era um crime sob a lei de ocupação, uma categorização que se aplicava a crianças e adultos, permitindo a detenção prolongada de menores. O mau tratamento de crianças palestinas no sistema de detenção militar israelense parece ser generalizado, sistemático e institucionalizado. De acordo com um estudo de 2013 do Fundo das Nações Unidas para a Infância, cobrindo 10 anos de alegações de maus-tratos a crianças nas práticas militares israelenses na Cisjordânia, embora o direito internacional exija que todas as crianças em contato com sistemas judiciais sejam tratadas com dignidade e respeito em todos os momentos, as evidências de múltiplos observadores externos ao longo de uma década sugerem que as crianças palestinas sob detenção militar israelense sofrem tratamento cruel e degradante. Na lei, a proibição contra tais práticas é "absoluta e incondicional", e mesmo considerações de segurança ou ameaças de guerra não podem sobrepor a regra.
As crianças compõem metade da população palestina e, embora frequentemente consideradas "vítimas silenciosas ou marionetes equivocadas", elas participam ativamente da resistência, com alguns argumentando que, ao fazer isso, renunciam aos seus direitos. De acordo com James Graff, as crianças palestinas constituem um segmento significativo dos palestinos visados, podendo ser incluídas em categorias das quais normalmente estão isentas e serem destacadas como um grupo sujeito a violência traumática, tiroteios aleatórios, gaseamentos e violência por parte de soldados e colonos patrocinados pelo estado.
De acordo com a filial sueca da Save the Children, entre 23.600 e 29.900 crianças precisaram de tratamento médico após sofrerem lesões devido a agressões das Forças de Defesa Israelense nos dois primeiros anos da Primeira Intifada, um terço delas com 10 anos ou menos. Sob a ordem de Yitzhak Rabin de 19 de janeiro de 1988 para empregar "força, poder e espancamentos" e uma entrevista na qual ele falou da necessidade de "quebrar os ossos" das crianças, as agressões, que até então geralmente eram um método de interrogatório oculto, tornaram-se públicas, até que um escândalo surgiu quando jornalistas filmaram a tática, o que levou a proibição da entrada de mídia nas áreas em insurreição na primavera de 1988.
Menores de idade (com 16 anos ou menos), que representavam 5% da população infantil, constituíram 35-40% dos 130.000 palestinos que sofreram lesões graves causadas pelas tropas israelenses nessa revolta. Dos menores de 15 anos que precisaram de tratamento médico, 35% foram feridos por tiros israelenses, 50% por espancamentos e 14,5% sofreram com gás lacrimogêneo. De 2009 a 2018, esquadrões de segurança israelenses mataram a tiros 93 menores palestinos em confrontos na Cisjordânia. No período da insurreição da Al-Aqsa, as proporções de mortos indicam que aproximadamente 20-25% eram crianças em ambos os lados, com a diferença de que as vítimas israelenses eram de incidentes de bombas corporais nas quais não eram os alvos principais, enquanto uma proporção substancial de crianças palestinas foi morta por tiros de atiradores israelenses dirigidos individualmente, de acordo com Frank Afflitto. De setembro de 2000 a dezembro de 2003, 109 crianças foram mortas por "atiradores únicos" na cabeça, 4 no pescoço e 56 com tiros exclusivos no peito. Outras 90 foram mortas com dois ou três tiros. No geral, nos 3,25 anos após a segunda insurreição, 427 crianças foram mortas a tiros por forças militares israelenses e colonos.

## Recursos naturais

### Agricultura
A economia pastoral era uma ala fundamental da economia palestina. Dos 2.180 quilômetros quadrados de terras de pastagem na Cisjordânia, Israel permitiu o uso de apenas 225 quilômetros quadrados para esse fim nos primeiros anos do século XXI. Em certas áreas, como as Colinas de Hebron do Sul, os pastores beduínos palestinos têm suas terras de pastagem disseminadas com pellets venenosos que matam seus rebanhos, exigindo uma minuciosa limpeza e descarte para restaurar a terra à saúde. Na Área C, quase 500.000 dunams de terra arável existem, mas o acesso dos palestinos é severamente restrito, enquanto 137.000 são cultivados ou ocupados por assentamentos israelenses. Se os 326.400 dunams teoricamente disponíveis para uso palestino fossem disponibilizados, o Banco Mundial calcula que isso acrescentaria US$ 1,068 bilhão à capacidade produtiva palestina. Outros 1.000.000 de dunams poderiam ser explorados para pastagem ou silvicultura, se Israel levantasse suas restrições. O Banco Mundial estima que, se a agricultura palestina tivesse acesso a melhores recursos hídricos, ela se beneficiaria com um aumento na produção agrícola de cerca de US$ 1 bilhão por ano.
Após 1967, foram impostas restrições aos tipos de árvores frutíferas e vegetais que poderiam ser plantados, e até a importação de tratores exigia uma permissão israelense. Logo após a ocupação, um estudo experimental realizado nas terras de Deir Dibwan, ricas em água subterrânea, concluiu que elas tinham grande potencial como um dos melhores locais da Cisjordânia para o cultivo de laranjas e bananas. Não foi possível obter uma permissão de perfuração israelense, levando a maioria das pessoas envolvidas no projeto a emigrar para os Estados Unidos. O controle de Israel sobre terra, água, comércio e mercados, e suas especificações e rigorosas restrições sobre o que poderia ser cultivado, são responsáveis pela queda da agricultura como parte do PIB da Cisjordânia e pela diminuição dos trabalhadores agrícolas no mercado de trabalho de 46% para 27%, de modo que de 1993 a 1995 a produção diminuiu 40,12%. Nos anos que antecederam diretamente a Intifada de Al-Aqsa (1998–1999), as IDF e colonos arrancaram 21.705 árvores em toda a Cisjordânia e Faixa de Gaza. De 2000 a 2009, a ARIJ estimou que 1.628.126 árvores frutíferas na Cisjordânia e na Faixa de Gaza foram destruídas ou arrancadas por Israel.
A destruição de produtos agrícolas foi considerável durante a segunda intifada. Nos cinco meses após o seu início, 57.928 oliveiras, 49.370 árvores de citrinos, 22.270 árvores de frutos de caroço, 11.514 palmeiras-datas, 12.000 bananeiras e 30.282 videiras foram arrancadas. A produção de azeite de oliva caiu 80% naquele ano como resultado. No período de 15 meses a partir do início, até dezembro de 2001, o dano total foi calculado como 155.343 oliveiras, 150.356 árvores de citrinos, 54.223 amendoeiras, 12.505 palmeiras-datas, 39.227 vinhas, 18.400 bananeiras e 49.851 outras variedades de árvore. De setembro de 2000 a dezembro de 2002, as forças israelenses destruíram 14.196 árvores florestais. Nos primeiros dois anos, abrangendo o dano causado por Israel tanto na Cisjordânia quanto na Faixa de Gaza, de acordo com Cheryl Rubenberg, 667.000 árvores foram erradicadas e 3.669.000 metros quadrados de terras agrícolas foram destruídos. Segundo as autoridades palestinas, a alocação restritiva de água para a agricultura palestina tem se mantido constante, em 84 milhões de metros cúbicos por ano, desde 1967. Os Acordos de Oslo previram um suprimento adicional de 70 a 80 milhões de metros cúbicos, mas em duas décadas apenas cerca de metade desse suprimento adicional havia sido fornecido.
A oliveira, além de sua função econômica, é um símbolo da nação palestina, de sua busca pela independência, assim como o pinheiro introduzido pela arboricultura sionista. 15% do território - 45% de suas terras aráveis - é coberto por oliveiras e é um recurso-chave, e sua colheita outonal bimestral é um período de profunda importância socioeconômica para as famílias na maioria das aldeias da Cisjordânia, para as quais ela fornece cerca de 40% (2009) da produção agrícola da Cisjordânia. Ela absorveu o desemprego causado pela perda de empregos em Israel após o início da Segunda Intifada e a oliveira é conhecida coloquialmente como shajara el-fakir (a árvore do pobre), e é considerada sagrada (shajara mubaraka). O arranque delas por órgãos estatais ou colonos é uma ocorrência diária na Cisjordânia.
Oficiais israelenses veem o cultivo de oliveiras como "uma das melhores técnicas de propriedade". Um oficial israelense comparou as oliveiras palestinas a crianças palestinas. Elas parecem ingênuas, mas vários anos depois se tornam bombas relógio. A centralidade de tais oliveiras para os palestinos é, segundo Michael Sfard, vista na narrativa sionista como emblemática da "preguiça árabe", já que cresce sozinha e pode ser derrubada uma vez por ano para produzir sua riqueza. Em uma análise de 2006, foi revelado que apenas 4% das reclamações contra a entrada de colonos e a destruição de oliveiras palestinas levaram a processos. Seguindo uma prática otomana de arrancar oliveiras para punir evasão fiscal, Israel começou a destruir pomares, mas com o objetivo expresso de aumentar a segurança dos assentamentos e a visibilidade de seu sistema rodoviário interno na Cisjordânia, que atende à infraestrutura colonial. A construção da Barreira de Separação, erigida predominantemente em terras da Cisjordânia, levou ao arranque de dezenas de milhares de oliveiras. Em apenas uma aldeia, Qafeen, o percurso do muro levou ao arranque de 12.000 árvores dessa variedade, alienando os habitantes de seus pomares com mais 100.000 árvores do lado israelense em uma zona de costura, que só podem acessar uma vez por ano. Além das práticas do estado, os colonos travaram o que um estudioso chama de "guerra das árvores", consistindo em roubar, arrancar, cortar ou queimar pomares de oliveiras nativas palestinas, muitas vezes como parte de operações de preço. Dos 708.000 dunums de terra irrigável na Cisjordânia, apenas 247.000 dunums estão sob irrigação, e foi calculado (em 2009) que a margem bruta que os palestinos deixam de receber chega a cerca de US$ 480 milhões por ano, cerca de 10% do PIB. O efeito colateral da perda para o emprego potencial chega a aproximadamente (estimativa superior) 10.000 empregos. O Banco Mundial observou que apenas 35% das terras irrigáveis palestinas são realmente irrigadas, o que custa à economia 110.000 empregos e 10% do PIB.

### Água
Em decorrência de 1967, Israel abrogou os direitos de água palestinos na Cisjordânia e, com a Ordem Militar 92 de agosto daquele ano, investiu toda a autoridade sobre a gestão da água na autoridade militar. A Ordem Militar 158 de novembro daquele ano exigia que os palestinos obtivessem uma permissão das autoridades militares antes de desenvolver qualquer nova instalação de água. Até 1996, nenhum palestino havia recebido permissão para perfurar um poço desde aquela data, na qual Israel tirava um terço de sua água doce e 50% de sua água potável da Cisjordânia. De acordo com o Human Rights Watch, a apropriação de água por Israel viola as Regulamentações de Haia de 1907, que proíbem uma potência ocupante de expropriar os recursos do território ocupado em seu próprio benefício.
Os palestinos têm reclamado que sua economia e agricultura são gravemente afetadas pela diminuição das águas das aldeias em favor do fornecimento de assentamentos. Israel impôs políticas restritivas aos usuários da Cisjordânia. Diferenças nos custos de fornecimento para palestinos e assentamentos, que consumiam 8 a 10 vezes o que era permitido aos palestinos, eram evidentes: os assentamentos pagavam 0,5 novos shekels israelenses (NIS), enquanto as aldeias palestinas pagavam 1,8 NIS por m3, sendo o fornecimento diário para os primeiros, enquanto a entrega para os últimos era limitada a um ou dois dias por semana.  Existe uma "discriminação flagrante" nos sistemas de preços, alocação e entrega de água. O consumo de água pelos colonos israelenses nos territórios é cerca de oito a dez vezes o dos palestinos. A água é vendida para assentamentos israelenses por 0,5 novo shekel israelense (NIS) por m3, enquanto era vendida para aldeias palestinas por 1,8 NIS por m3.
De acordo com John Cooley, os poços de fazendeiros palestinos na Cisjordânia eram um elemento chave por trás da estratégia pós-1967 de Israel para manter a área e para proteger o "abastecimento de água judaico" do que era considerado "invasão".
Em 2013, embora algumas aldeias tivessem apenas 15 litros por pessoa, estimava-se que os palestinos da Cisjordânia eram abastecidos com uma média per capita de 70 litros por dia, em oposição aos 280-300 litros por pessoa para os colonos judeus. Às vezes, o contraste é mais marcante: 20 litros por pessoa em Al-Hadidiya em comparação com os 431 litros por dia consumidos no moshav judeu vizinho de Ro'i, que tira 431 litros por pessoa por dia de um poço que perfurou em terras de Al-Hadidiya.
Os assentamentos israelenses também têm praticado a apropriação para seu próprio uso de numerosas nascentes pertencentes a aldeias palestinas, apropriando-se delas para criar parques adjacentes adequados ao turismo. Os palestinos são impedidos de acessá-las.

### Zona de Resíduos
Israel ratificou o tratado internacional da Convenção de Basileia em 14 de dezembro de 1994, de acordo com o qual qualquer transferência de resíduos deve ser realizada com consciência dos perigos representados para as pessoas desfavorecidas ocupadas. Proíbe a criação de "zonas de sacrifício ambiental" em seu meio. Argumenta-se que Israel usou a Cisjordânia como uma "zona de sacrifício" ao instalar 15 usinas de tratamento de resíduos sob regras menos rigorosas do que as exigidas no sistema jurídico israelense, expondo assim a população local e o meio ambiente a materiais perigosos. As autoridades militares não divulgam os detalhes dessas operações. Esses materiais incluem coisas como lodo de esgoto, resíduos médicos infecciosos, óleos usados, solventes, metais, resíduos eletrônicos e baterias.
Dentro de Israel, leis rígidas de meio ambiente se aplicam. De 121 assentamentos estudados em 2007, 81 tinham instalações de tratamento de águas residuais, muitas sujeitas a falhas, com esgoto fluindo para riachos afetando vilas palestinas próximas. Poucas acusações de poluição resultam em ação. Israel construiu quatro usinas para resíduos palestinos na década de 1970, das quais apenas uma estava funcionando em 2007, com problemas orçamentários israelenses sendo citados pela falta de infraestrutura adequada, deixando a maioria do esgoto palestino sem tratamento. O aterro próximo a Al-Jiftlik, no governo de Jericó, construído em propriedade palestina ausente sem planejamento ou análise de impacto ambiental, destina-se ao uso exclusivo de 1.000 toneladas por dia de resíduos produzidos por assentamentos israelenses e cidades dentro de Israel. Os palestinos estão restritos a três aterros, e as licenças para mais foram negadas, a menos que os locais possam ser usados para despejar o lixo dos assentamentos. Mesmo que uma licença seja concedida sem esse acordo, o lixo dos colonos ainda é despejado lá sob escolta militar.

### Extração de Recursos
De acordo com as Convenções de Haia (Artigo 55), uma potência ocupante pode obter algum valor dos recursos do país ocupado, mas não pode esgotar seus ativos: o usufruto deve beneficiar o povo sob ocupação. Os Acordos de Oslo concordaram com a transferência dos direitos de mineração para a Autoridade Palestina.
Israel concedeu autorizações para 11 pedreiras de assentamentos operarem. O Banco Mundial estima que 275 pedreiras poderiam ser abertas na Área C, e que as restrições israelenses custam à economia palestina US$ 241 milhões por ano. Os palestinos também são negados licenças para processar minerais do Mar Morto, como o bromo, cerca de 75% da produção mundial vem dessa área, enquanto empresas israelenses, como a Ahava, o fazem e exportam para a União Europeia. Estima-se que essas últimas restrições custem à economia palestina US$ 642 milhões.

## Benefícios e custos econômicos e sociais da ocupação
Muitas empresas israelenses operam na Cisjordânia, frequentemente administradas por colonos que desfrutam dos benefícios de subsídios do governo, aluguéis baixos, taxas de impostos favoráveis e acesso a mão de obra palestina barata. A Human Rights Watch afirma que a "impressão física" dessas operações comerciais, agrícolas e outras, com 20 zonas industriais israelenses abrangendo cerca de 1.365 hectares até 2016, é mais extensa do que a dos assentamentos em si. As restrições à atividade empresarial palestina na Área C causam desemprego, que é então absorvido por parques industriais que podem contar com um grupo de pessoas sem perspectivas de emprego, senão nos assentamentos. Alguns trabalhadores palestinos no Parque Industrial Barkan reclamaram anonimamente que recebiam menos do que o salário mínimo israelense por hora (US$ 5,75), com pagamentos variando de US$ 1,50 a 2-4 dólares, com jornadas de até 12 horas, sem férias, dias de doença, holerites ou benefícios sociais. Muitos desses negócios exportam para o exterior, tornando o mundo cúmplice no projeto dos assentamentos.

A política israelense visava impedir qualquer forma de competição palestina com os interesses econômicos israelenses. A abordagem foi definida pelo então Ministro da Defesa de Israel, Yitzhak Rabin, em 1986, que afirmou:
"não haverá desenvolvimento iniciado pelo Governo de Israel, e nenhum alvará será concedido para a expansão da agricultura ou da indústria, que possa competir com o Estado de Israel".
O Banco Mundial estimou que os custos econômicos anuais para a economia palestina da ocupação israelense da Área C sozinha em 2015 foram de 23% do PIB em custos diretos e 12% em custos indiretos, totalizando 35%, o que, juntamente com a perda fiscal de receita de 800 milhões de dólares, totaliza um montante estimado em 5,2 bilhões de dólares. Fiscalmente, uma estimativa coloca a "fuga" de receita palestina de volta para o tesouro israelense em 17% da receita pública palestina total, 3,6% do PIB. Uma estimativa de 2015 colocou os gastos anuais do governo israelense com os assentamentos em US$ 1,1 bilhão, embora isso seja uma inferência, uma vez que o governo não divulga suas despesas com os assentamentos. Em 1982, a produção agrícola israelense subsidiada e o fluxo ininterrupto de manufaturas israelenses prejudicaram o crescimento das indústrias de manufatura nos territórios palestinos. Altas tarifas impostas por Israel às importações de países fora da área de Israel significavam que os consumidores palestinos tinham a opção de pagar preços altos por bens importados de países estrangeiros ou comprá-los de fornecedores israelenses de alto custo. As mercadorias palestinas exportadas para Israel eram atingidas por tarifas que, até 1991, rendiam a Israel anualmente 1.000.000 de dólares, mas as exportações israelenses para os territórios palestinos estavam isentas de impostos de importação. Como o crescimento econômico interno é prejudicado pelas restrições israelenses, e, para compensar, 40% da economia palestina depende de ajuda internacional, argumenta-se que essa ajuda constitui um subsídio à ocupação em si, tornando-a "uma das ocupações mais baratas" para Israel. O Protocolo de Paris assinado em 1994 permitiu a Israel coletar o IVA sobre todas as importações palestinas e mercadorias daquele país ou em trânsito por seus portos, com o sistema de receita de compensação dando a Israel controle efetivo sobre cerca de 75% da renda da AP. Israel pode reter essa receita como medida punitiva, como fez em resposta à decisão da AP de aderir à Corte Penal Internacional em 2015.
Um estudo do Banco Mundial de 2009 concluiu que "Muito poucas economias enfrentaram uma série tão abrangente de obstáculos ao investimento - não apenas impedimentos físicos ao movimento, mas também barreiras institucionais e administrativas abrangentes para economias de escala e recursos naturais, juntamente com um horizonte político pouco claro e a incapacidade de prever de forma previsível o movimento de pessoas e mercadorias".

### Custos econômicos totais
Um estudo conjunto do Ministério da Economia Nacional Palestino e pesquisadores do Applied Research Institute-Jerusalém argumentou que, até 2010, os custos da ocupação totalizaram 84,9% do PIB palestino total (US$ 6,897 bilhões) apenas em 2010. Sua estimativa para 2014 afirma que o custo econômico total da ocupação israelense correspondeu a 74,27% do PIB nominal palestino, ou cerca de US$ 9,46 bilhões. O custo para a economia de Israel em 2007 foi estimado em US$ 50 bilhões.

### Custos indiretos para Israel
O custo indireto para a economia israelense com despesas de defesa e operações nos territórios também tem sido substancial. Uma análise concluiu que os custos de manutenção da ocupação de Israel são um fator contribuinte para o aumento da pobreza em Israel, onde os níveis de pobreza saltaram de uma em cada dez famílias na década de 1970 para uma em cada cinco no momento atual. Os altos custos de subsídios ao projeto de assentamentos desviaram investimentos das cidades de desenvolvimento periférico de Israel e levaram a cortes em setores como saúde, educação e bem-estar. O aumento dos assentamentos sob o governo Likud de Begin foi prejudicial ao desenvolvimento habitacional para israelenses em Israel: 44% do orçamento total do Ministério da Habitação e Construção em 1982 foi destinado aos assentamentos na Cisjordânia. A substituição de mão de obra estrangeira importada por palestinos também pode ter diminuído o poder de negociação dos trabalhadores israelenses de colarinho azul. Após a Segunda Intifada, as alocações orçamentárias para a rede de seguridade social de Israel foram drasticamente reduzidas: entre 2001 e 2005, à medida que os gastos com defesa aumentaram, as bolsas de estudo infantis foram reduzidas em 45%, a compensação por desemprego em 47% e a manutenção da renda em 25%. O crescimento anual de NIS 4,6 bilhões no orçamento de defesa para a década de 2007 em diante recomendado pela Comissão Brodet se aproximava do gasto anual total de Israel com ensino superior. Especialistas em defesa também afirmam que a proteção de colonos diminui a prontidão de combate dos soldados, uma vez que eles têm muito menos tempo para treinar. Argumenta-se também que a lógica dos assentamentos mina o estado de direito de Israel.

### Ganho econômico indireto para Israel
Os sistemas de segurança de alta tecnologia e guerra urbana, e os dispositivos de vigilância desenvolvidos ao garantir a ocupação, particularmente durante a Intifada de Al-Aqsa, transformaram Israel em um dos principais exportadores de tais sistemas no mundo. Israel se tornou um líder pioneiro na fabricação de drones, sensores de vigilância de fronteira, com a vantagem comercial de ter esses dispositivos "testados em combate" nos "laboratórios" do território ocupado.

### Intregação de Jerusalém Oriental
Os residentes árabes de Jerusalém Oriental estão se integrando cada vez mais na sociedade israelense em termos de educação, cidadania, serviço nacional e outros aspectos. Tendências entre os residentes de Jerusalém Oriental mostram: aumento no número de solicitações de cartões de identificação israelenses; mais estudantes do ensino médio fazendo os exames de matrícula israelenses; maior número de matrículas em instituições acadêmicas israelenses; declínio na taxa de natalidade; mais solicitações de licenças de construção; um número crescente de jovens de Jerusalém Oriental se voluntariando para o serviço nacional; um nível mais alto de satisfação, de acordo com pesquisas com os moradores, e um aumento nos serviços de saúde israelenses. Segundo David Pollock, membro sênior do Instituto Washington para a Política do Oriente Próximo, na hipótese de um acordo final ser alcançado entre Israel e os palestinos com o estabelecimento de uma solução de dois estados, 48% dos árabes de Jerusalém Oriental prefeririam ser cidadãos de Israel, enquanto 42% prefeririam o Estado da Palestina e 9% prefeririam a cidadania jordaniana.

### Comunicações
Nos termos dos Acordos de Oslo, Israel concordou que os territórios palestinos tinham o direito de construir e operar uma rede de comunicações independente. Em 2016, uma análise do Banco Mundial concluiu que as disposições desse acordo não haviam sido aplicadas, causando efeitos prejudiciais notáveis ao desenvolvimento palestino. Levou 8 anos para Israel concordar com um pedido de frequências para serviços 3G, embora fossem limitados, causando um gargalo que deixou os concorrentes israelenses com uma vantagem de mercado distinta. A competitividade do operador móvel local Wataniya sofreu com as restrições e atrasos israelenses, e operadoras israelenses ilegais na Cisjordânia, com serviços 4G disponíveis naquela data, ainda mantinham uma vantagem injusta sobre empresas palestinas. Israel impõe outras três restrições que prejudicam a competitividade palestina: são impostas restrições à importação de equipamentos para empresas de telecomunicações e tecnologia da informação, e ao movimento para melhorar o desenvolvimento e manutenção de infraestrutura na Área C, e, finalmente, as telecomunicações palestinas que acessam links internacionais devem passar por empresas com registro israelense. De 2008 a 2016, concluíram, o progresso na negociação de soluções para esses problemas foi "muito limitado".

### Turismo
A Cisjordânia é uma atração fundamental para peregrinos e turistas e tem um rico patrimônio de profundo significado para os membros das religiões abraâmicas. Após 1967, a perda de Jerusalém Oriental cortou os ganhos potenciais para a economia da Cisjordânia com o turismo. De 92 a 94 centavos de cada dólar do comércio turístico vão para Israel, que exerce um virtual monopólio. Israel controla todos os pontos de acesso às principais atrações turísticas em Jerusalém Oriental, Belém e Jericó, e os hotéis palestinos na maioria das áreas da Cisjordânia permanecem meio vazios.
Os obstáculos israelenses dificultam o acesso recreativo palestino a, ou o desenvolvimento da infraestrutura turística em torno do Mar Morto. O Banco Mundial estima que US$ 126 milhões anualmente e 2.900 empregos seriam gerados para a economia local se os palestinos fossem autorizados a operar em termos semelhantes aos disponíveis para empreendedores israelenses. Palestinos têm sido bloqueados em postos de controle para praias lá, supostamente porque sua presença prejudicaria os negócios turísticos israelenses.

### Impacto cultural
Muitos estudos, seguindo o trabalho de Daniel Bar-Tal e Gavriel Salomon, analisaram o surgimento e a consolidação de um "ethos de conflito", um dos três principais componentes da sociedade judaica israelense – os outros sendo a memória coletiva do conflito e as orientações emocionais coletivas – que se desenvolveram para lidar com o estresse de um conflito intratável. Esse complexo pode ser dividido em oito valores sociais que informam uma perspectiva unilateral: (a) A justiça da causa de Israel; (b) Segurança (incluindo sobrevivência nacional) (c) Imagens etnocêntricas coletivas positivas; (d) Vitimização própria; (e) Deslegitimação do adversário negando sua humanidade, permitindo prejudicá-los; (f) Patriotismo; (g) Crenças que reforçam a solidariedade social, ignorando desacordos internos; (h) Crença de que a paz é o objetivo. Pesquisas recentes sugerem que quatro desses elementos – a persistência de um sentimento de trauma histórico e um ethos de conflito (deslegitimação do oponente, segurança, vitimização própria e justiça de seus próprios objetivos) – influenciam consistentemente a tomada de decisões sobre o conflito na própria Suprema Corte de Israel. O mesmo modelo foi aplicado à sociedade palestina, enfatizando que, de todos os temas, o patriotismo na forma de mūqāwama (resistência e prontidão para o autossacrifício) forma a nota dominante da identidade palestina.

### Perda de Patrimônio Cultural
A Lei de Antiguidades de Israel de 1978 previa a expropriação de qualquer local necessário para preservação, escavação ou pesquisa. A administração militar pode confiscar terras palestinas em ou perto de tais locais, negar permissões de construção aos proprietários, enquanto em alguns momentos, essas áreas estão abertas para assentamentos israelenses. Segundo a Convenção de Haia de 1954, uma potência ocupante não pode remover material do país ocupado. Em 2019, a Suprema Corte de Israel decidiu que o trabalho arqueológico israelense na Cisjordânia pode ser mantido em sigilo. Somente em 2019, Israel emitiu 119 ordens de demolição e advertências para que se abstivessem de "destruir antiguidades" na Cisjordânia, um aumento de 162% em relação aos anos anteriores. O grupo Regavim Shomrim Al Hanetzach ("guardiões da eternidade") faz lobby por essas ordens contra o que chamam de "Isis silenciosa", embora muitas famílias e habitantes afetados desconheçam qualquer material arqueológico em suas terras, e essas zonas englobam áreas muito maiores do que as evidências arqueológicas conhecidas em seu centro.
Albert Glock, entre outros, argumentou que o objetivo da arqueologia tem sido interpretar o passado palestino em termos cristãos e sionistas judeus, neste último caso, fornecendo uma carta para a ocupação, em detrimento do patrimônio cultural palestino. Muitos locais com duplo valor cultural foram retirados do controle palestino, como o Herodium, o Túmulo de José em Nablus, a Caverna dos Patriarcas em Hebron, o Túmulo de Raquel, o Túmulo de Jessé e Rute em Tel Rumeida, Hebron e em Qumran, perto da vila palestina de Shuqba, há um lixão para resíduos de assentamentos. Muitos locais do patrimônio palestino na Cisjordânia foram adicionados à lista do patrimônio judeu. Além da destruição de vilas, em Jerusalém e em outros lugares, houve perdas significativas devido à expropriação de bibliotecas com extensos recursos históricos sobre o passado árabe da Palestina.